# Landau in der Pfalz
Landau in der Pfalz (im Südpfälzer Dialekt Landaach) ist eine kreisfreie Stadt mit 48.209 Einwohnern (31. Dezember 2024) im südlichen Rheinland-Pfalz und Teil der Metropolregion Rhein-Neckar.
Die ehemals elsässische Reichsstadt ist Verwaltungssitz des Landkreises Südliche Weinstraße, welchem sie selbst aber nicht angehört. Nach der Einwohnerzahl ist Landau die sechstgrößte Stadt der Pfalz. Flächenmäßig ist Landau sogar die drittgrößte Stadt der Region nach Kaiserslautern und Neustadt an der Weinstraße. Die Stadt ist ein Mittelzentrum mit Teilfunktionen eines Oberzentrums. Die nächsten Großstädte sind Karlsruhe, Ludwigshafen am Rhein und Mannheim.

## Geographie

### Lage
Der Osten der Stadt liegt in der Oberrheinischen Tiefebene, der Westen einschließlich der Kernstadt ist Teil der Weinstraße. Darüber hinaus gehören ausgedehnte Waldgebiete des Pfälzerwaldes zum Stadtgebiet. Die Stadtwald-Exklave Taubensuhl/Fassendeich, die Gemarkung Oberhaingeraide mit einer Fläche von 2248,58 Hektar, liegt im Bereich des Forsthauses Taubensuhl und nach Westen bis zur Bundesstraße 48. Eine zweite Exklave im Pfälzerwald, die zu Landau gehört, ist der sogenannte Wollmesheimer Wald bei Eschbach bzw. im Wasgau. Dieser ist Teil der Gemarkung und des Ortsteils Wollmesheim und weist eine Fläche von 79 Hektar auf, liegt aber mehr als fünf Kilometer westlich des Ortskerns von Wollmesheim.
Nachbargemeinden sind – im Uhrzeigersinn – Walsheim, Knöringen, Essingen (Pfalz), Bornheim (Pfalz), Offenbach an der Queich, Herxheim bei Landau/Pfalz, Insheim, Impflingen, Billigheim-Ingenheim, Heuchelheim-Klingen, Göcklingen, Ilbesheim bei Landau in der Pfalz, Leinsweiler, Ranschbach, Birkweiler, Siebeldingen, Frankweiler und Böchingen.

Panorama von Landau in der Pfalz

### Stadtgliederung

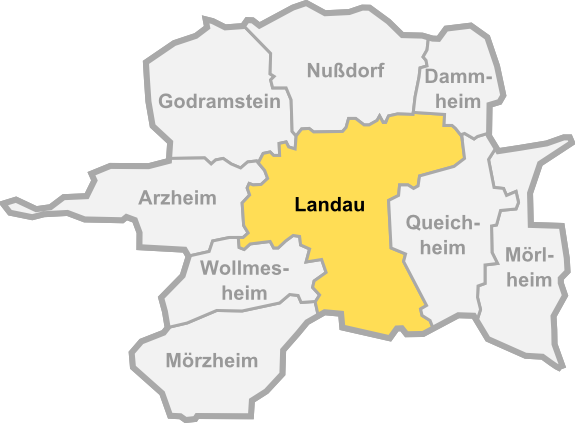
Kernstadt Landau und eingemeindete Ortsteile (ohne Exklaven)

Mit Arzheim, Dammheim, Godramstein, Mörlheim, Mörzheim, Nußdorf, Queichheim und Wollmesheim gehören zu Landau insgesamt acht eingemeindete Ortsteile. Queichheim und Mörlheim wurden 1937 eingemeindet, alle anderen Teilorte wurden im Zuge der rheinland-pfälzischen Verwaltungsreform um 1972 der Stadt zugeschlagen. Queichheim ist mit der Kernstadt inzwischen fast zusammengewachsen. Größere Neubaugebiete sind der Horst im Osten und die Wollmesheimer Höhe im Westen. Aktuell werden vor allem im Südosten der Stadt (im Bereich des neuen Messegeländes (Alfred-Nobel-Platz) bei Queichheim), sowie im Süden der Stadt (Wohngebiete Quartier Vauban) größere Gebiete bebaut. Mit dem „Wohnpark am Ebenberg“ entsteht auf den ehemaligen Kasernengeländen „Estienne et Foch“ im Süden der Stadt ein neues Wohngebiet für etwa 2200 Einwohner.
| Ortsteil bzw. Gemarkung | Nr. | Gemarkungs-Nr. | Fläche in ha | Einwohner | Bevölkerungsdichte 1) |
| ----------------------- | --- | -------------- | ------------ | --------- | --------------------- |
| Landau                  | 1x  | 075551         | 1.181,25     | 29.151    | 2.467,8               |
| Queichheim              | 21  | 075554         | 581,16       | 3.539     | 608,9                 |
| Mörlheim                | 22  | 075553         | 644,76       | 1.068     | 165.6                 |
| Arzheim                 | 33  | 075560         | 606,10       | 1.401     | 231,1                 |
| Dammheim                | 34  | 075555         | 322,13       | 1.128     | 350,2                 |
| Godramstein             | 35  | 075558         | 687,57       | 2.677     | 389,3                 |
| Mörzheim                | 36  | 075562         | 652,22       | 1.135     | 174,0                 |
| Nußdorf                 | 37  | 075556         | 702,44       | 1.558     | 221,8                 |
| Wollmesheim 2)          | 38  | 075561         | 469,13       | 795       | 169,5                 |
| Oberhaingeraide 3)      | –   | 075552         | 2.448,58     | 0         | 0,0                   |
| Landau                  |     |                | 8.295,32     | 48.310    | …                     |

### Erhebungen
Im Süden der Gemarkung unweit der Grenze zu Insheim erhebt sich der 160 Meter hohe Ebenberg. Südwestlich von Arzheim unmittelbar an der Gemarkungsgrenze zu Ilbesheim erstreckt sich die 270,5 Meter hohe Kleine Kalmit. Die Westflanke des 523 Meter hohen Schletterbergs gehört zur Exklave Wollmesheimer Wald. Die größere Exklave Landauer Stadtwald einschließlich des Nußdorfer und Godramsteiner Waldes umfasst Erhebungen wie den 552,9 Meter messenden Erlenkopf, den Armbrunnenkopf (545 Meter), das Döreneck (514 Meter) und den Kesselberg (502,4 Meter).

### Gewässer

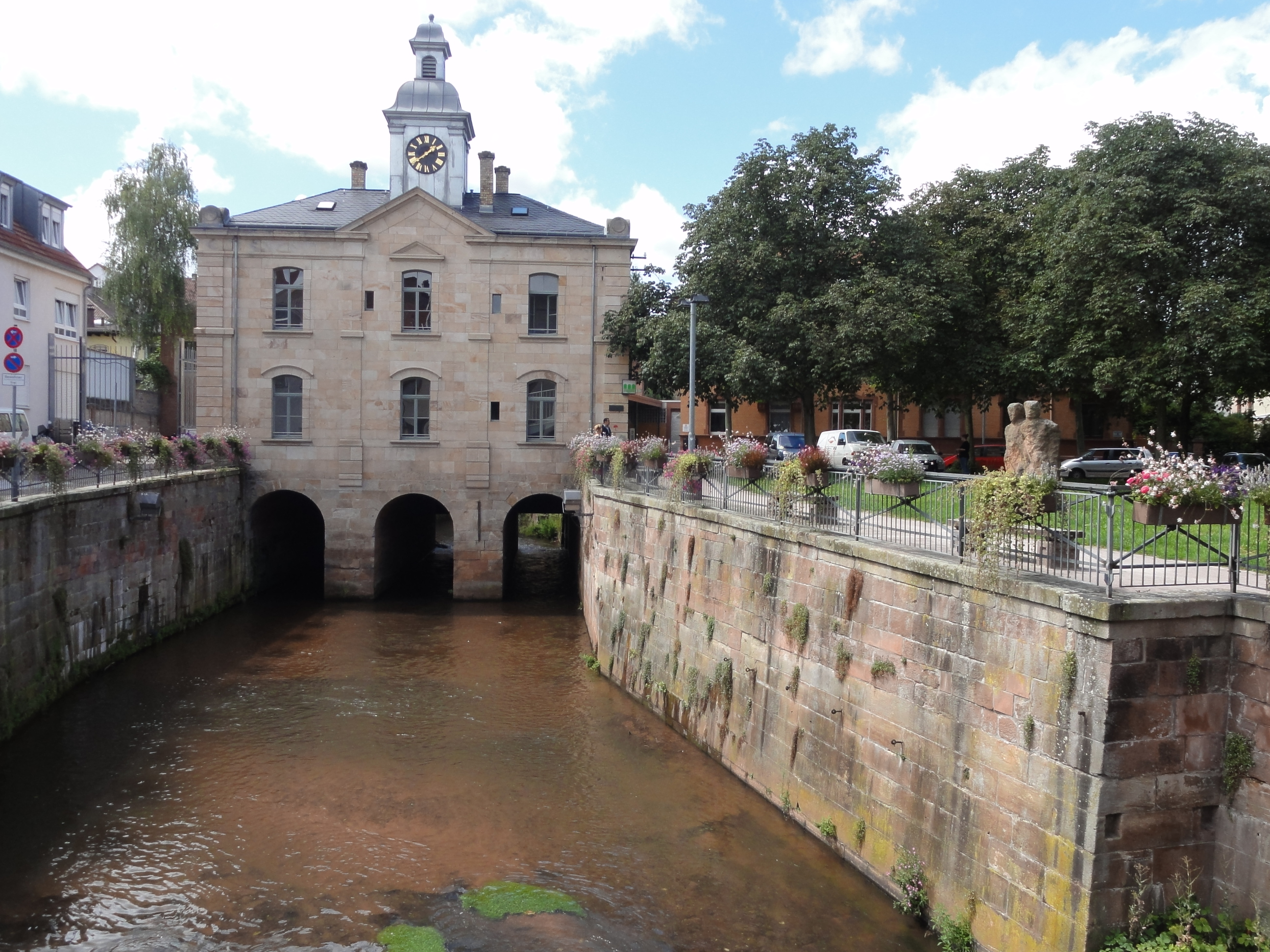
Die Queich am zentralen Spritzenhaus in der Stadtmitte

Zentrales Fließgewässer innerhalb der Stadtgrenzen ist die Queich, die in West-Ost-Richtung zunächst am südlichen Ortsrand von Godramstein und anschließend durch die Kernstadt verläuft; danach passiert sie den nördlichen Rand von Queichheim und Mörlheim. Der Ranschbach streift den nördlichen Siedlungsrand von Arzheim, bevor er von rechts in die Queich mündet. Der Birnbach durchfließt Wollmesheim, bevor er den südlichen Rand der Kernstadt passiert, danach südlich von Queichheim verläuft; zwischen Queichheim und Mörlheim mündet er von rechts ebenfalls in die Queich. Der Brühlgraben bildet im Süden die Grenze zu Impflingen und Insheim und verläuft danach südlich von Mörlheim. Nordwestlich von Nußdorf verläuft der Ranzgraben an der Grenze zu Böchingen; unmittelbar östlich der Nußdorfer Bebauung entspringt der Schleidgraben; beide münden jenseits der Stadtgrenzen von rechts in den Hainbach.
Der Oberlauf des Helmbachs befindet sich innerhalb der Exklave Landauer Stadtwald, ebenso derjenige von dessen Nebenfluss Grobsbach, die Bestandteil des Flusssystems Speyerbach sind. Mitten durch die Exklave verläuft die Wasserscheide zwischen Speyerbach und Queich. Zum Einzugsgebiet Letzterer gehören der Wellbach, der die westliche Grenze der Exklave markiert, und der Eußerbach, der im Südosten für rund anderthalb Kilometer durch die Gemarkung verläuft. Innerhalb dieser mündet von rechts in diesen der Dörenbach, der im Erlenbrunnen entspringt, das nach ihm benannte Tal durchfließt und seinerseits von rechts den im Armbrunnen entspringenden Armbrunnertalbach und den Godramsteiner Bach aufnimmt.

### Klima
Der Jahresniederschlag beträgt 667 Millimeter.

## Geschichte

### Antike und Entstehung
Im März 2022 stießen bei Bauarbeiten an der B 10-Ausfahrt bei Landau-Godramstein Bauarbeiter auf Überreste eines spätantiken römischen Kastells. Bereits im letzten Jahrhundert wurde in Landau ein römisches Gräberfeld entdeckt.
Gegründet wurde Landau um 1260 von Graf Emich IV. von Leiningen-Landeck. Dieser ließ eine in die Ebene vorgelagerte Befestigung als zusätzlichen Schutz für seine Burg Landeck errichten. 1274 erhielt Landau von König Rudolf I. von Habsburg die Stadtrechte. Der König gewährte Landau 1291 den Status einer Reichsstadt. 1324 wurde Landau an den Bischof von Speyer Emich von Leiningen verpfändet. Erst 1511 wurde es durch Kaiser Maximilian I. wieder ausgelöst und der Vogtei Hagenau unterstellt. 1521 trat Landau der Dekapolis, dem Elsässischen Zehnstädtebund, bei. Bürgermeister Hans Hitschler unterzeichnete 1579 für den Rat der Stadt die lutherische Konkordienformel von 1577.

### Frühe Neuzeit

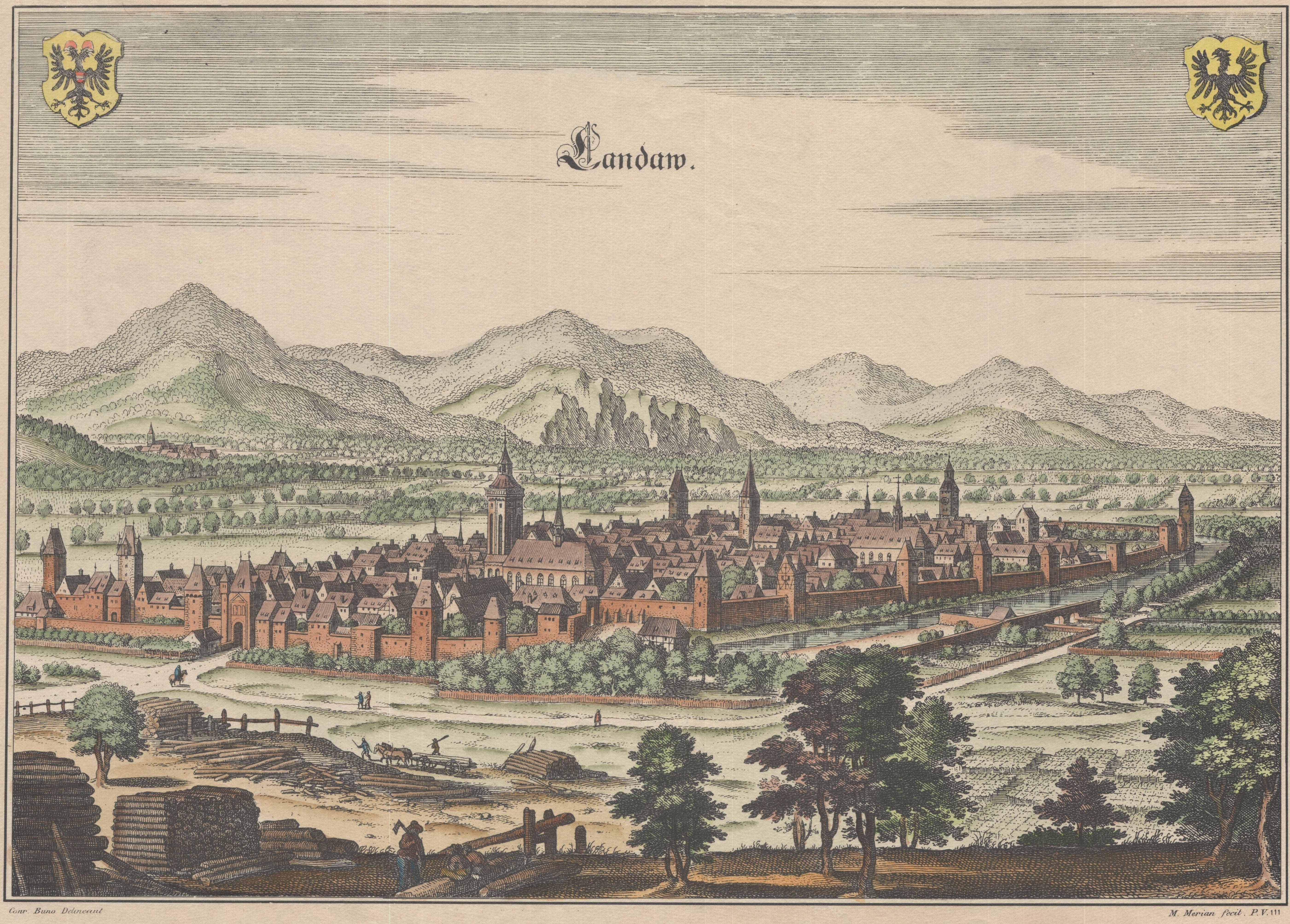
Ansicht aus dem 17. Jahrhundert

Seit dem Westfälischen Frieden von 1648 war Landau mit kurzen Unterbrechungen Exklave des Königreichs Frankreich bzw. französische Enklave im Reichsgebiet. Im Holländischen Krieg zeitweise wieder unter Kontrolle von Reichstruppen, bestätigte der Friede von Nimwegen (1678–1679) endgültig die Abtretung Landaus vom Heiligen Römischen Reich an Frankreich. Landau wurde 1688 bis 1691 von Vauban zur Festung ausgebaut. Dabei wurde die mittelalterliche Stadt zum großen Teil niedergebrannt. Vermutungen, dass der Brand im Auftrag des französischen Festungsbaumeisters gelegt wurde, konnten nie bewiesen werden. Beim Neubau entstanden gerade Straßen, rechtwinkelige Bauquadrate und der Marktplatz. Mit der Anlage der Festung änderte sich das Leben der Bewohner. Der Einlass in die Stadt erfolgte lediglich durch die Stadttore und war nach Sonnenuntergang nicht mehr möglich.

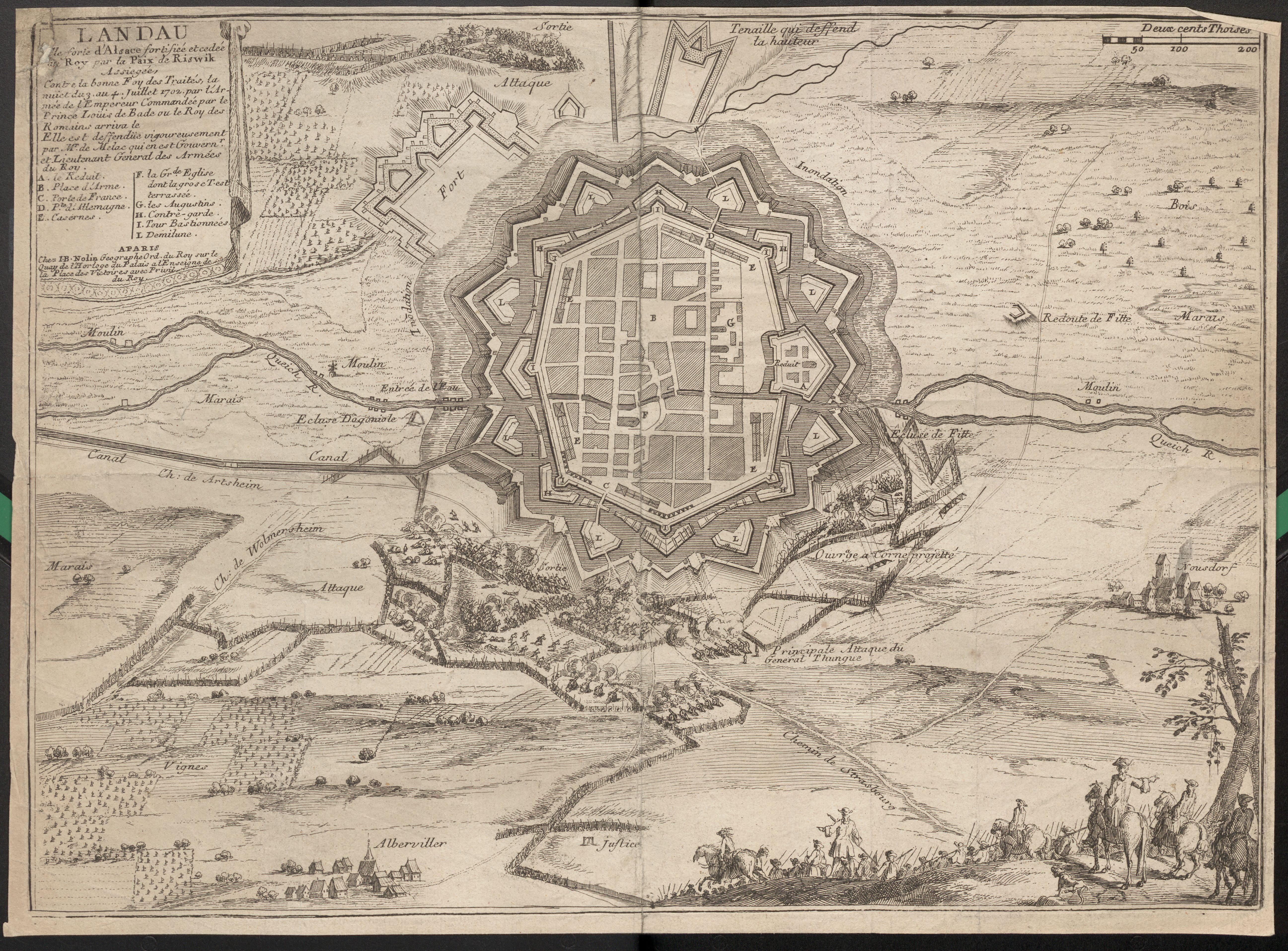
Kupferstich mit Draufsicht auf die Festung Landau, während der Belagerung von Landau im Jahr 1702

Im Spanischen Erbfolgekrieg wechselte die französische Festung Landau mehrfach nach aufwändigen Belagerungen den Besitzer. 1702 lösten die Kaiserlichen Truppen die Franzosen ab, 1703 gewannen die Franzosen Landau nach der Schlacht am Speyerbach zurück, 1704 wurde Landau wieder kaiserlich. Seit dem 12. März 1709 war Karl Alexander von Württemberg Festungskommandant. 1713 wurde die Stadt von Marschall Jacques Bazin de Bezons (1646–1733) ab dem 6. Juni 1713 belagert, und die Franzosen gewannen die Festung am 20. August 1713 zurück. Im Frieden von Rastatt 1714 war der Heimfall von Landau an Frankreich der wesentlichste Gewinn für Ludwig XIV.

### Entwicklung von der Französischen Revolution bis zum frühen 20. Jahrhundert
Wie im übrigen Frankreich herrschte ab dem 20. Juli 1789 die Französische Revolution in Landau. Die Stadt gehörte wie das Unterelsass seit 4. März 1790 zum Département Bas-Rhin und war 1793 bis 1800 Sitz des Distrikt Landau. Auch 1814, nach dem ersten Sieg im Befreiungskrieg über Napoléon Bonaparte, blieb Landau zunächst französisch. Aufgrund der Vereinbarungen im Zweiten Pariser Frieden vom November 1815 kam das nördlich der Lauter liegende Gebiet und damit auch Landau zunächst unter die Hoheit Österreichs. Landau war jetzt Bundesfestung. Österreich war schon im Juni 1815 auf dem Wiener Kongress die vorher zum Département du Mont-Tonnerre (Departement Donnersberg) gehörende übrige Pfalz zugesprochen worden. Im April 1816 schließlich wurde die gesamte Pfalz in einem Staatsvertrag von Österreich an das Königreich Bayern abgetreten.

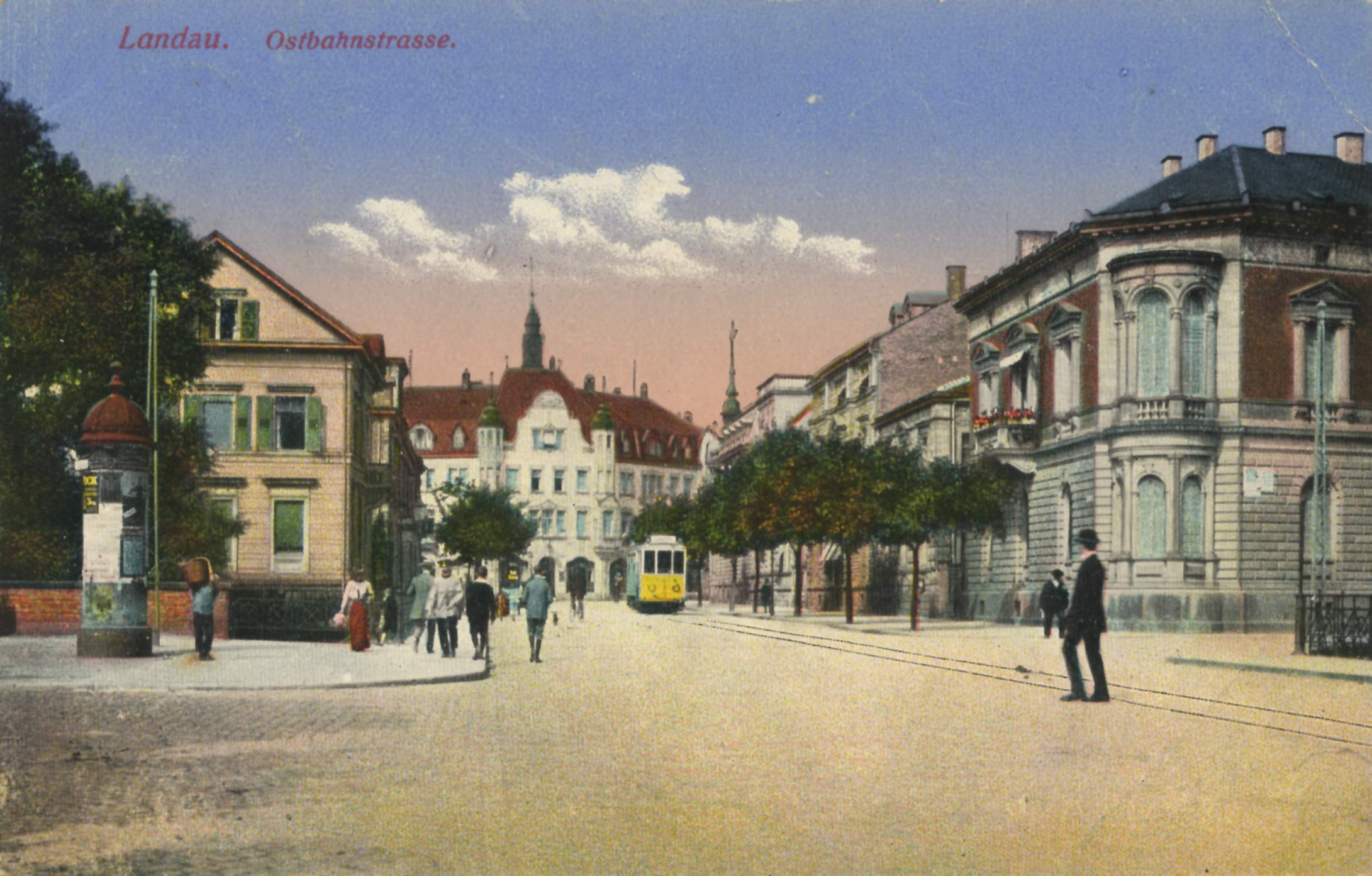
Landau Ostbahnstraße (1916)

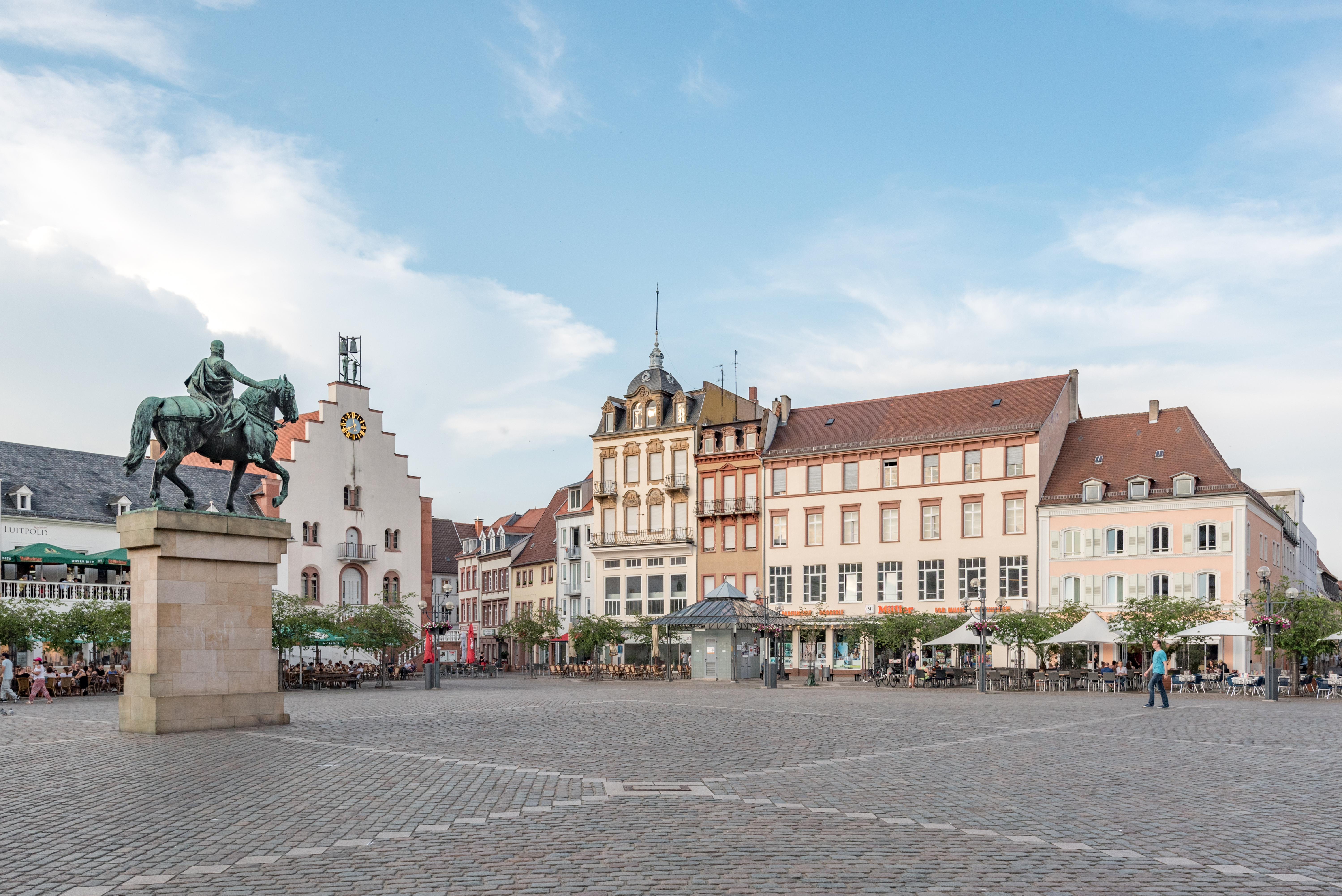
Rathausplatz (Ostseite) in der Landauer Innenstadt

Nach dem Krieg 1870/71 war Landau nicht mehr Grenzstadt, da sich die Westgrenze des Deutschen Reichs infolge der Annexion Elsass-Lothringens deutlich nach Westen verschoben hatte. Die Festung wurde geschleift, neue Straßenzüge entstanden. Mit dem Reichsgesetz zur Gleichstellung der jüdischen Bürger 1871 kam es zu einem Zuzug jüdischer Familien. Landau wurde zum Zentrum des pfälzischen Weinhandels und galt bald als wohlhabendste Stadt der Pfalz. Dies lässt sich bis heute an der für eine Kleinstadt vergleichsweise prächtigen Architektur ablesen. Es entstanden repräsentative Bürgerhäuser entlang der neu angelegten Ringstraße und ihrer Seitenstraßen. Das vorherrschende Baumaterial war Sandstein.
Landau setzte weniger auf die Entwicklung einer Industrie als auf das bayerische Militär. Es entstanden umfangreiche Kasernenanlagen für das 5. und 12. Feldartillerie-Regiment sowie das 18. und 23. Infanterie-Regiment. Seit 1. Januar 1910 hatte Landau den Status einer Kreisunmittelbaren Stadt, der zum 1. April 1940 mit der Eingliederung in den Landkreis Landau in der Pfalz wieder wegfallen sollte.

### Erster Weltkrieg, Zwischenkriegszeit und Zweiter Weltkrieg
Im Zweiten Weltkrieg war Landau 35 mal Ziel alliierter, besonders amerikanischer Luftangriffe. Der schwerste erfolgte am „Schwarzen Freitag“, dem 16. März 1945. Insgesamt wurden 1.045 Tonnen Bomben auf Landau geworfen, 40 % der Stadt wurde zerstört und 586 Menschen fielen dem Luftkrieg zum Opfer.
Nach dem Ersten und dem Zweiten Weltkrieg war Landau wieder französische Garnisonsstadt, als Teil der Besetzung des Rheinlands bis 1930 und als Teil der französisch besetzten Zone nach 1945.
Nachdem die Bundesrepublik Deutschland nach Inkrafttreten der Pariser Verträge am 5. Mai 1955 souverän geworden war, war die Stationierung durch das NATO-Truppenstatut geregelt.
Am 1. April 1937 wurden die bis dahin selbständigen Gemeinden Mörlheim und Queichheim eingegliedert.

### Jüngere Vergangenheit
Die Stadt wurde nach dem Zweiten Weltkrieg Teil der französischen Besatzungszone. Die Errichtung des Landes Rheinland-Pfalz wurde am 30. August 1946 als letztes Land in den westlichen Besatzungszonen durch die Verordnung Nr. 57 der französischen Militärregierung unter General Marie-Pierre Kœnig angeordnet. Es wurde zunächst als „rhein-pfälzisches Land“ bzw. als „Land Rheinpfalz“ bezeichnet; der Name Rheinland-Pfalz wurde erst mit der Verfassung vom 18. Mai 1947 festgelegt. Am 23. März 1949 wurde Landau Kreisfreie Stadt. Im selben Jahr veranstaltete die Stadt die Südwestdeutsche Gartenschau (SÜWEGA) als erste Gartenschau mit überregionaler Wirkung im Nachkriegsdeutschland, an welche auch eine Kunstschau angeschlossen war. Später entwickelte sich daraus die Bundesgartenschau.
Im Zuge der ersten rheinland-pfälzischen Verwaltungsreform wurden am 22. April 1972 die Gemeinden Arzheim, Dammheim, Nußdorf, Godramstein, Mörzheim und Wollmesheim eingemeindet, wodurch Landau seine heutige Ausdehnung erhielt. Bereits am 7. Juni 1969 wurde ein Teil der Gemeinde Nußdorf mit 387 Einwohnern nach Landau umgemeindet.
1990 wurde die teilweise in Landau ansässige Erziehungswissenschaftliche Hochschule Rheinland-Pfalz in eine Universität umgewandelt. Seitdem ist Landau eine der kleinsten Universitätsstädte in Deutschland. 1999 zogen die letzten französischen Soldaten aus Landau ab.
In den Jahren 1997 bis 1999 gab Frankreich den überwiegenden Teil seiner 34 militärisch genutzten Liegenschaften frei; so erlangte die Stadt Landau die Planungshoheit für 100 Hektar bebaute und 231 Hektar unbebaute Flächen. Drei Kasernen und 15 Objekte mit rund 860 Wohneinheiten wurden frei (→ Konversion (Stadtplanung)).
2024 feierte die Stadt das 750-jährige Stadtjubiläum.

## Bevölkerung

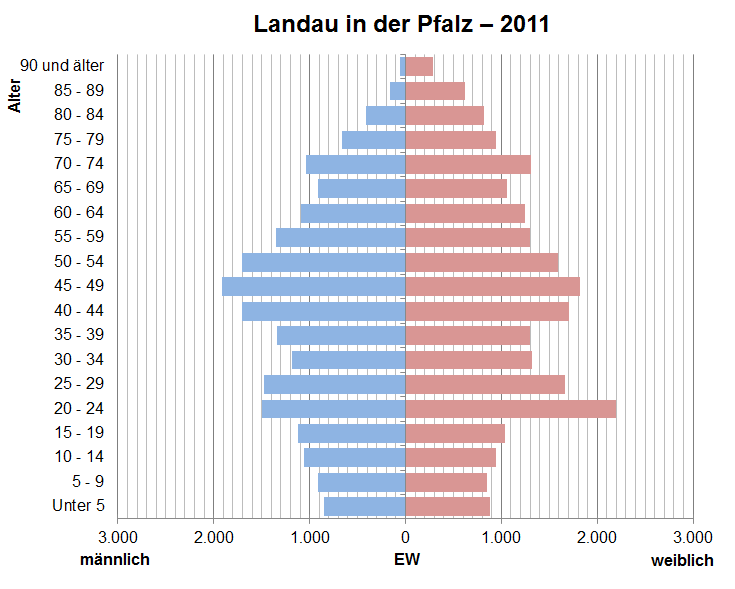
Bevölkerungspyramide für Landau in der Pfalz (Datenquelle: Zensus 2011)

| Landau in der Pfalz: Einwohnerzahlen von 1621 bis 2023 | Landau in der Pfalz: Einwohnerzahlen von 1621 bis 2023 | Landau in der Pfalz: Einwohnerzahlen von 1621 bis 2023 | Landau in der Pfalz: Einwohnerzahlen von 1621 bis 2023 | Landau in der Pfalz: Einwohnerzahlen von 1621 bis 2023 |
| ------------------------------------------------------ | ------------------------------------------------------ | ------------------------------------------------------ | ------------------------------------------------------ | ------------------------------------------------------ |
| Jahr                                                   |                                                        |                                                        |                                                        | Einwohner                                              |
| 1621                                                   | 1621                                                   |                                                        | 2.500                                                  | 2.500                                                  |
| 1645                                                   | 1645                                                   |                                                        | 1.500                                                  | 1.500                                                  |
| 1687                                                   | 1687                                                   |                                                        | 2.000                                                  | 2.000                                                  |
| 1720                                                   | 1720                                                   |                                                        | 2.700                                                  | 2.700                                                  |
| 1752                                                   | 1752                                                   |                                                        | 3.481                                                  | 3.481                                                  |
| 1774                                                   | 1774                                                   |                                                        | 3.945                                                  | 3.945                                                  |
| 1791                                                   | 1791                                                   |                                                        | 5.078                                                  | 5.078                                                  |
| 1815                                                   | 1815                                                   |                                                        | 4.980                                                  | 4.980                                                  |
| 1823                                                   | 1823                                                   |                                                        | 5.000                                                  | 5.000                                                  |
| 1871                                                   | 1871                                                   |                                                        | 6.066                                                  | 6.066                                                  |
| 1880                                                   | 1880                                                   |                                                        | 7.244                                                  | 7.244                                                  |
| 1910                                                   | 1910                                                   |                                                        | 13.616                                                 | 13.616                                                 |
| 1939                                                   | 1939                                                   |                                                        | 32.263                                                 | 32.263                                                 |
| 1950                                                   | 1950                                                   |                                                        | 30.634                                                 | 30.634                                                 |
| 1970                                                   | 1970                                                   |                                                        | 38.644                                                 | 38.644                                                 |
| 1987                                                   | 1987                                                   |                                                        | 36.057                                                 | 36.057                                                 |
| 2007                                                   | 2007                                                   |                                                        | 43.063                                                 | 43.063                                                 |
| 2011                                                   | 2011                                                   |                                                        | 43.476                                                 | 43.476                                                 |
| 2015                                                   | 2015                                                   |                                                        | 45.362                                                 | 45.362                                                 |
| 2020                                                   | 2020                                                   |                                                        | 46.685                                                 | 46.685                                                 |
| 2023                                                   | 2023                                                   |                                                        | 48.341                                                 | 48.341                                                 |
|                                                        |                                                        |                                                        |                                                        |                                                        |

### Religion

#### Konfessionsstatistik
Am 9. Mai 2011 lag der Anteil der katholischen Bürger bei 38,3 %, der evangelischen bei 35,4 % und der Sonstigen bei 26,3 % Der Anteil der evangelischen und katholischen Kirchenmitglieder an der Gesamtbevölkerung ist seitdem gesunken. Am 30. Juni 2025 lag der Anteil der katholischen Bürger bei 27,0 %, der evangelischen bei 24,2 % und der Sonstigen bei 48,8 %.

#### Protestantismus

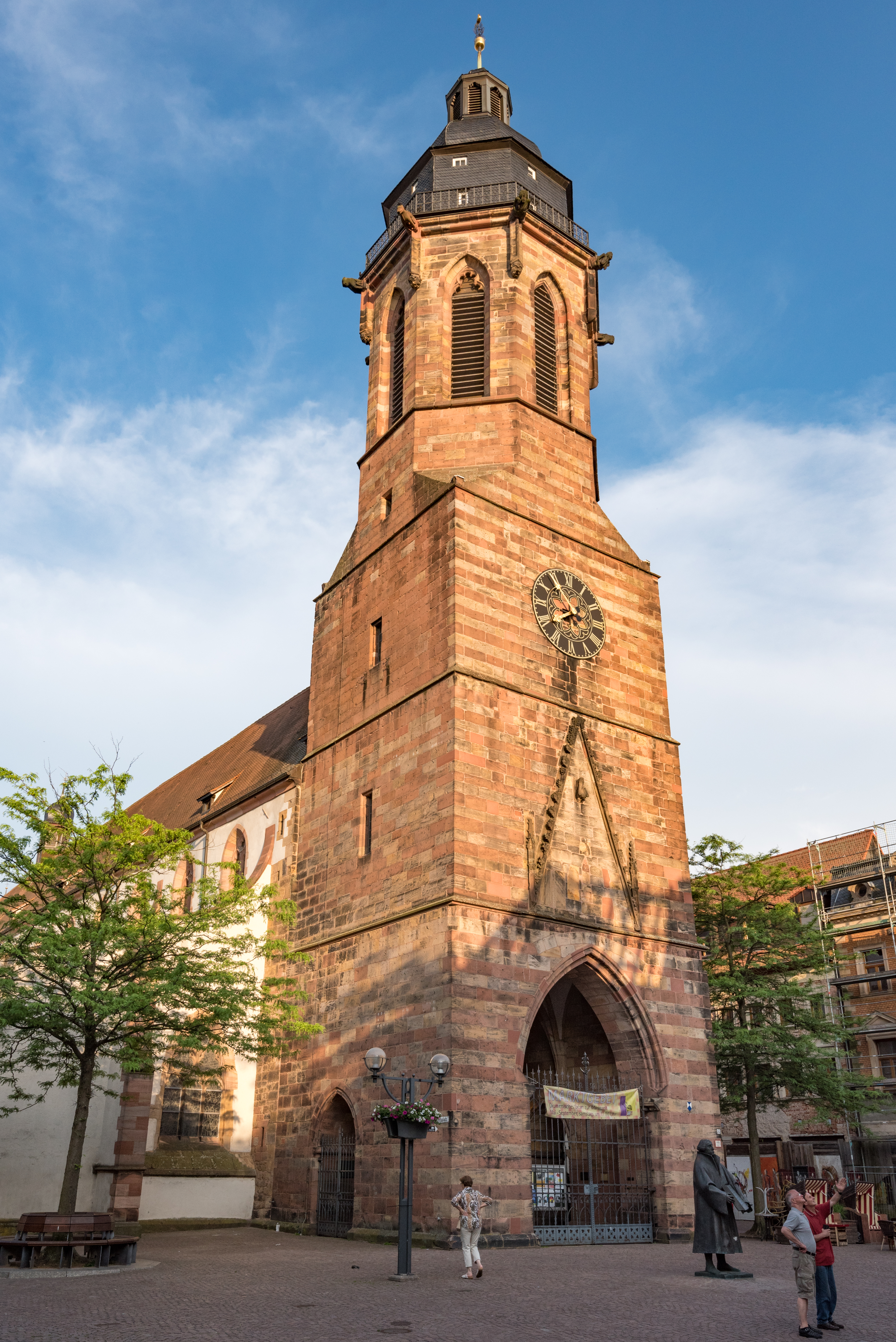
Stiftskirche Landau

Die Evangelische Kirche der Pfalz ist im Stadtgebiet von Landau durch elf Kirchengemeinden vertreten, welche in übergreifende Organisationsstrukturen (Pfarrämter) eingebunden sind. Während die große protestantische Stiftkirchengemeinde (drei Pfarrämter) mit ihrer kunstgeschichtlich bedeutenden gotischen Stiftskirche und die Johannes-Kirchengemeinde Teile der Kernstadt (Innenstadt und Horst) repräsentieren, umfasst das Protestantische Pfarramt Queichheim die eher östlich gelegenen Gemeinden Queichheim, Horstring (Lukaskirche) und Mörlheim. Dammheim ist zwar ebenfalls ein Ortsteil von Landau, die hier lebenden evangelischen Christen gehören jedoch zur Kirchengemeinde Essingen-Dammheim-Bornheim mit Sitz des Pfarramtes in Essingen. Auf der Wollmesheimer Höhe im Südwesten der Stadt befindet sich die Matthäuskirchengemeinde, während das Pfarramt Mörzheim für die Gemeinden in Mörzheim und Wollmesheim zuständig ist. Im Nordwesten und Norden der Kernstadt liegen die Kirchengemeinden Godramstein und Nußdorf, welche das Angebot der evangelischen Kirche in Landau vervollständigen.
Zu den evangelischen Freikirchen in Landau gehören u. a. die Adventgemeinde der Siebenten-Tags-Adventisten, die Christliche Gemeinde („Er lebt“-Gemeinde), das Christliche Zentrum (Gemeinde Gottes), die Evangelisch-Freikirchliche Gemeinde der Baptisten, die Freie Christengemeinde (Pfingstgemeinde), die Katharinengemeinde der Selbständigen Evangelisch-Lutherischen Kirche (SELK) und seit 2020 das ICF Südpfalz das Gottesdienste im Universum Kino feiert.

#### Katholizismus

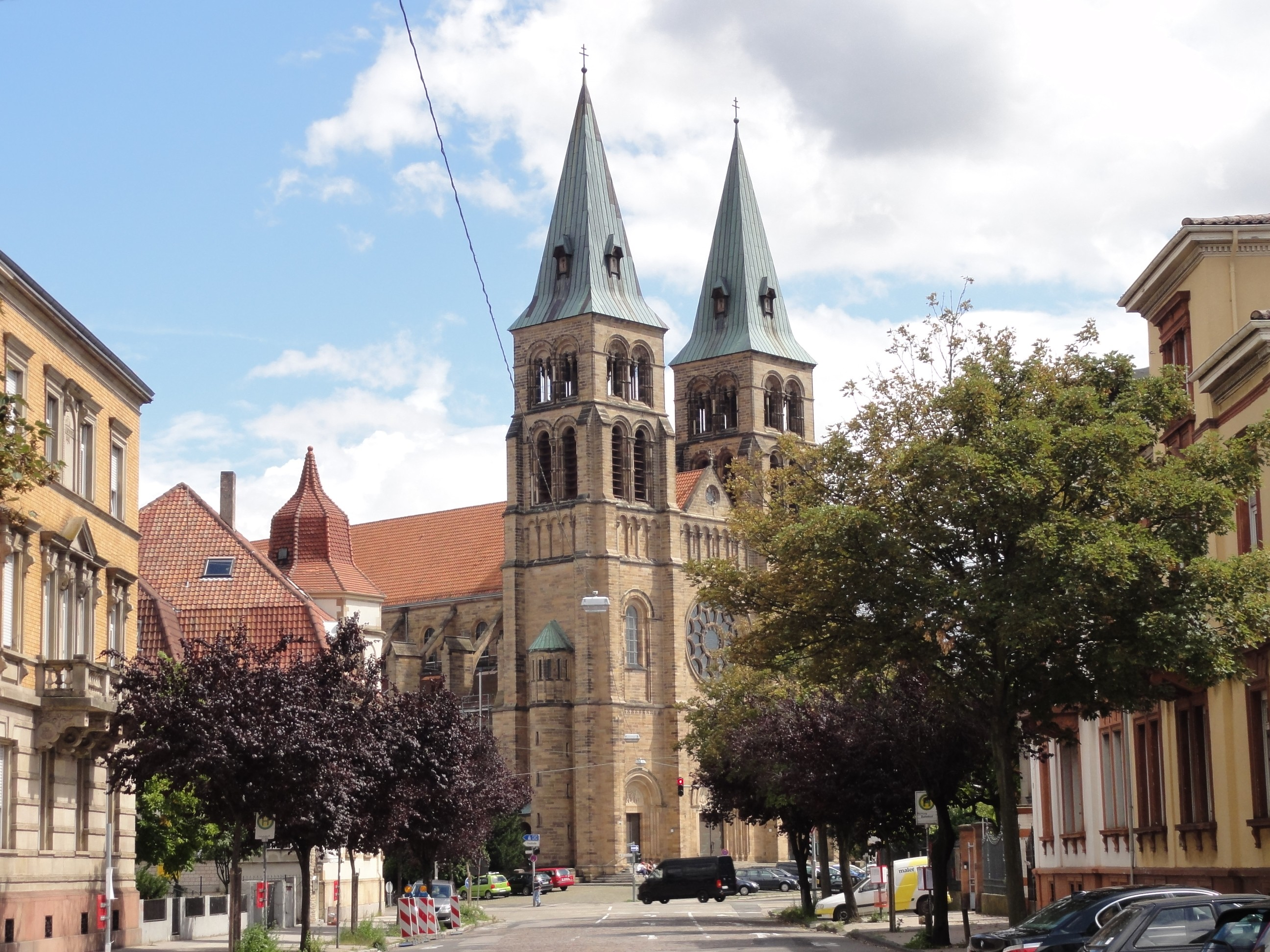
Stadtpfarrkirche St. Maria

Zum Pfarrverband Landau des Bistums Speyer gehören insgesamt 22 Gemeinden, welche in Pfarrgemeinschaften zusammengefasst sind und von denen sich elf im eigentlichen Stadtgebiet von Landau befinden. Zu nennen ist als erstes die Pfarreiengemeinschaft St. Maria, welche aus der Pfarrei St. Maria (Kernstadt) mit ihrer großen, neoromanischen Marienkirche und den Pfarreien St. Martin in Mörlheim und Mariä Himmelfahrt in Queichheim besteht. Ebenfalls in der Innenstadt liegt die Pfarrei Hl. Kreuz, welche mit der gotischen Augustinerkirche ein besonderes Baudenkmal besitzt und mit St. Georg in Arzheim verwaltungstechnisch verbunden ist. Die Pfarrei St. Albert umfasst den Stadtteil Wollmesheimer Höhe und die neue Südweststadt und bildet mit den Gemeinden St Ägidius in Mörzheim und St Mauritius in Wollmesheim eine Pfarreiengemeinschaft. Auch die Gemeinden St. Pirmin in Godramstein und St. Quintin in Siebeldingen sind zu einer Pfarreiengemeinschaft verschmolzen, wobei Siebeldingen allerdings nicht mehr zum eigentlichen Stadtgebiet gehört. Die schon seit längerem miteinander verbundenen Pfarreien St. Elisabeth und Christ-König liegen eher im Osten der Stadt, sie betreuen auch die Gemeindemitglieder im Stadtteil Nußdorf, mit der Nepomuk-Kapelle als Gemeindezentrum.

#### Judentum
Die Jüdische Gemeinde Landau bestand mit Unterbrechungen seit dem Mittelalter und wurde in der Zeit des Nationalsozialismus vernichtet. Bis zu dieser Zeit war sie eine der größten jüdischen Gemeinden der Pfalz. Immer wenn die Stadt in finanzieller Notlage war, erlaubte man jüdischen Familien den Zuzug in die Stadt, weil sie dann die sogenannte Judensteuer zahlen mussten. Brachen aber Krankheiten aus, so wurden die Juden dafür verantwortlich gemacht und der Stadt verwiesen. Es war ein ständiges Hin und Her über viele Jahrhunderte. Darüber hinaus war Landau Sitz eines Bezirksrabbinats. Im 14. Jahrhundert existierten eine sogenannte große Judengasse (heute Theaterstraße) und eine kleine Judengasse. Die gegen Ende des 19. Jahrhunderts errichtete Synagoge fiel 1938 den Novemberpogromen zum Opfer. Im Westen der Kernstadt befindet sich zudem der Jüdische Friedhof, der von 1846 bis 1990 belegt wurde.

#### Andere Gemeinschaften
Zu den weiteren Kirchen und Glaubensgemeinschaften gehört unter anderem die Altkatholische Gemeinde, welche die Katharinenkapelle, das zweitälteste Kirchengebäude Landaus, als Zentrum ihrer Gemeindearbeit nutzt.
Auch die Neuapostolische Kirche im Rheinland ist in Landau durch eine Kirchengemeinde repräsentiert, während die Zeugen Jehovas, wie in anderen Gemeinden auch, insbesondere durch ihre intensive Öffentlichkeitsarbeit auf ihre Anliegen aufmerksam machen.

## Politik

### Stadtrat
Der Stadtrat von Landau in der Pfalz besteht aus 44 ehrenamtlichen Ratsmitgliedern, die bei der Kommunalwahl am 9. Juni 2024 in einer personalisierten Verhältniswahl gewählt wurden, und dem hauptamtlichen Oberbürgermeister als Vorsitzendem.
Die Sitzverteilung im Stadtrat:
| Wahl | SPD | CDU | Grüne | AfD | FDP | FW | Linke | PARTEI | Volt | FWG | PuS | Gesamt   |
| ---- | --- | --- | ----- | --- | --- | -- | ----- | ------ | ---- | --- | --- | -------- |
| 2024 | 10  | 10  | 10    | 5   | 1   | 1  | 2     | 0      | 0    | 3   | 2   | 44 Sitze |
| 2019 | 9   | 11  | 11    | 3   | 2   | –  | 2     | 1      | –    | 3   | 2   | 44 Sitze |
| 2014 | 14  | 14  | 6     | 2   | 1   | –  | –     | –      | –    | 4   | 2   | 44 Sitze |
| 2009 | 15  | 14  | 5     | –   | 4   | –  | 0     | –      | –    | 4   | 2   | 44 Sitze |

- FWG = Freie Wählergruppe Landau in der Pfalz e. V.
- PuS = Pfeffer und Salz e. V

- Linke: 2
- SPD: 10
- Grüne: 10
- PuS: 2
- FWG: 3
- FDP: 1
- FW: 1
- CDU: 10
- AfD: 5

### Oberbürgermeister
| Oberbürgermeister nach dem Zweiten Weltkrieg: | Oberbürgermeister nach dem Zweiten Weltkrieg: | Oberbürgermeister nach dem Zweiten Weltkrieg: | Oberbürgermeister nach dem Zweiten Weltkrieg: |
| Amtszeit                                      | Name                                          | Partei                                        |                                               |
| --------------------------------------------- | --------------------------------------------- | --------------------------------------------- | --------------------------------------------- |
| 1946–1964                                     | Alois Kraemer                                 | CDU                                           |                                               |
| 1964–1984                                     | Walter Morio                                  | CDU                                           |                                               |
| 1984–2007                                     | Christof Wolff                                | CDU                                           |                                               |
| 2008–2015                                     | Hans-Dieter Schlimmer                         | SPD                                           |                                               |
| 2016–2022                                     | Thomas Hirsch                                 | CDU                                           |                                               |
| seit 2023                                     | Dominik Geißler                               | CDU                                           |                                               |

Dominik Geißler (CDU) wurde am 1. Januar 2023 Oberbürgermeister von Landau. Bei einer Stichwahl am 17. Juli hatte er sich mit einem Stimmenanteil von 50,6 % knapp gegen Maximilian Ingenthron (SPD) durchgesetzt, nachdem bei der Direktwahl am 3. Juli 2022 keiner der fünf Bewerber um die Nachfolge eine ausreichende Mehrheit erreicht hatte.
Geißlers Vorgänger Thomas Hirsch (CDU) hatte das Amt seit 2016 ausgeübt. Ende 2021 wurde bekannt, dass Hirsch nach erfolgreicher Wahl beim Sparkassenverband Rheinland-Pfalz ab 1. Januar 2023 das Amt des Präsidenten übernimmt, wodurch die vorgezogene Neuwahl in Landau erforderlich wurde. Hirschs Vorgänger Hans-Dieter Schlimmer (SPD, 2008–2015) wurde am 2. September 2007 mit 62,5 Prozent der Stimmen gewählt. Die CDU hatte keinen eigenen Kandidaten, nachdem am 24. August 2007 Kai Schürholt als Bewerber zurückgetreten war, als bekannt wurde, dass er seinen angeblich in Heidelberg erworbenen Doktorgrad der Theologie widerrechtlich führte, weil er sein „Promotionsverfahren bislang nicht abgeschlossen“ hatte. Nachdem er aufgrund einer nur vorgetäuschten Krebserkrankung den Wahlkampf abbrach, konnte – da alle Fristen dafür bereits abgelaufen waren – kein anderer CDU-Kandidat mehr aufgestellt werden. Schürholt wurde wegen Titelmissbrauch zu einer Geldstrafe von 150 Tagessätzen zu je 50 Euro verurteilt.
Weitere ehemalige Oberbürgermeister waren Alois Kraemer, Ludwig Ehrenspeck, Christof Wolff und Walter Morio. Bis 1937 war Erich Stolleis Bürgermeister der Stadt.

### Wappen
| Banner, Wappen und Hissflagge |  |
|                               |  |
|                               |  |

| | Blasonierung: „In rotem Schildbord in Silber ein rotbewehrter und -bezungter schwarzer Löwe, belegt mit einem goldenen Herzschild, darin ein rotbewehrter schwarzer Adler.“ |
| Wappenbegründung: Das Wappen ist ein Hinweis auf den Stadtgründer Graf Emich IV von Leiningen-Landeck (ca. 1260), der das Wappen der Grafschaft Dagsburg (Schwarzer Löwe in rotbordiertem silbernem Schild) führte. Der Reichsadler auf dem Schild ist ein Hinweis auf die 1291 erlangte Reichsfreiheit und bezieht sich auf ein seit 1413 geführtes Sekretssiegel. Genehmigt wurde das Wappen am 10. Januar 1961 durch das rheinland-pfälzische Ministerium des Innern in Mainz. | |

Ehemalige Wappen Landaus
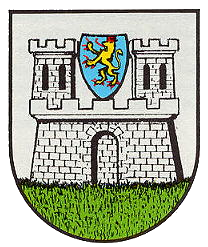
Vor 1907
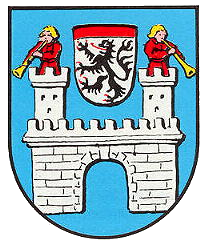
1907–1961

### Städtepartnerschaften
Mit den beiden französischen Städten Haguenau (Hagenau) und Ribeauvillé (Rappoltsweiler) bestehen seit den 1960er Jahren Partnerschaften. 1984 beschloss der Stadtrat eine Partnerschaft mit Kigoma in Ruanda einzugehen. Nach einer Kommunalreform wurde sie 2001 auf Ruhango übertragen, das Teile des ehemaligen Gebietes umfasst. 2013 wurde der Partnerschaftsbezirk in Ruanda durch Hinzunahme von vier weiteren Distrikten erweitert.
Außerdem führt der Stadtteil Mörzheim seit 1982 eine Städtepartnerschaft mit Frederick (Maryland) in den USA.

## Kultur und Sehenswürdigkeiten

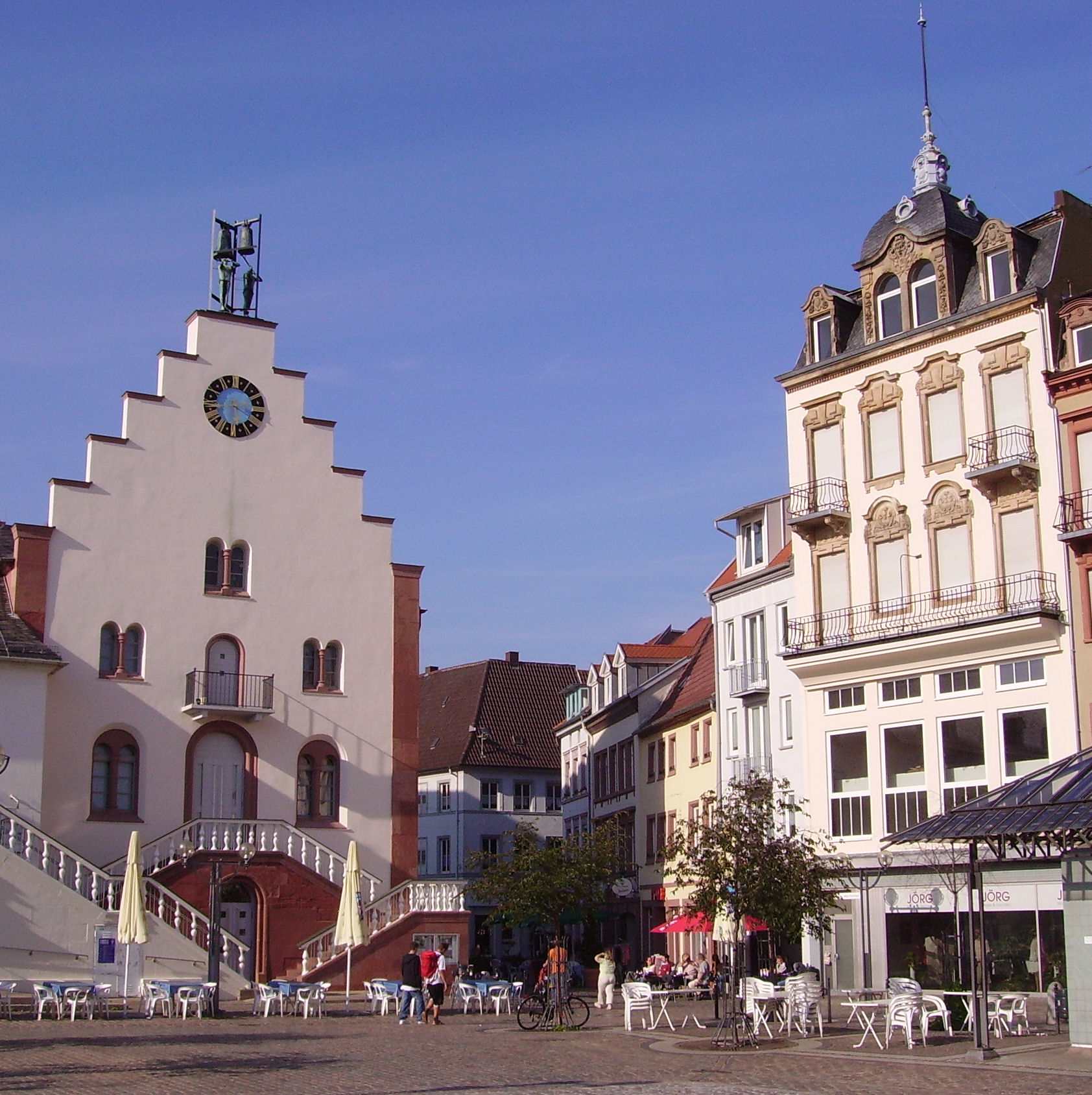
Das Alte Kaufhaus am Rathausplatz

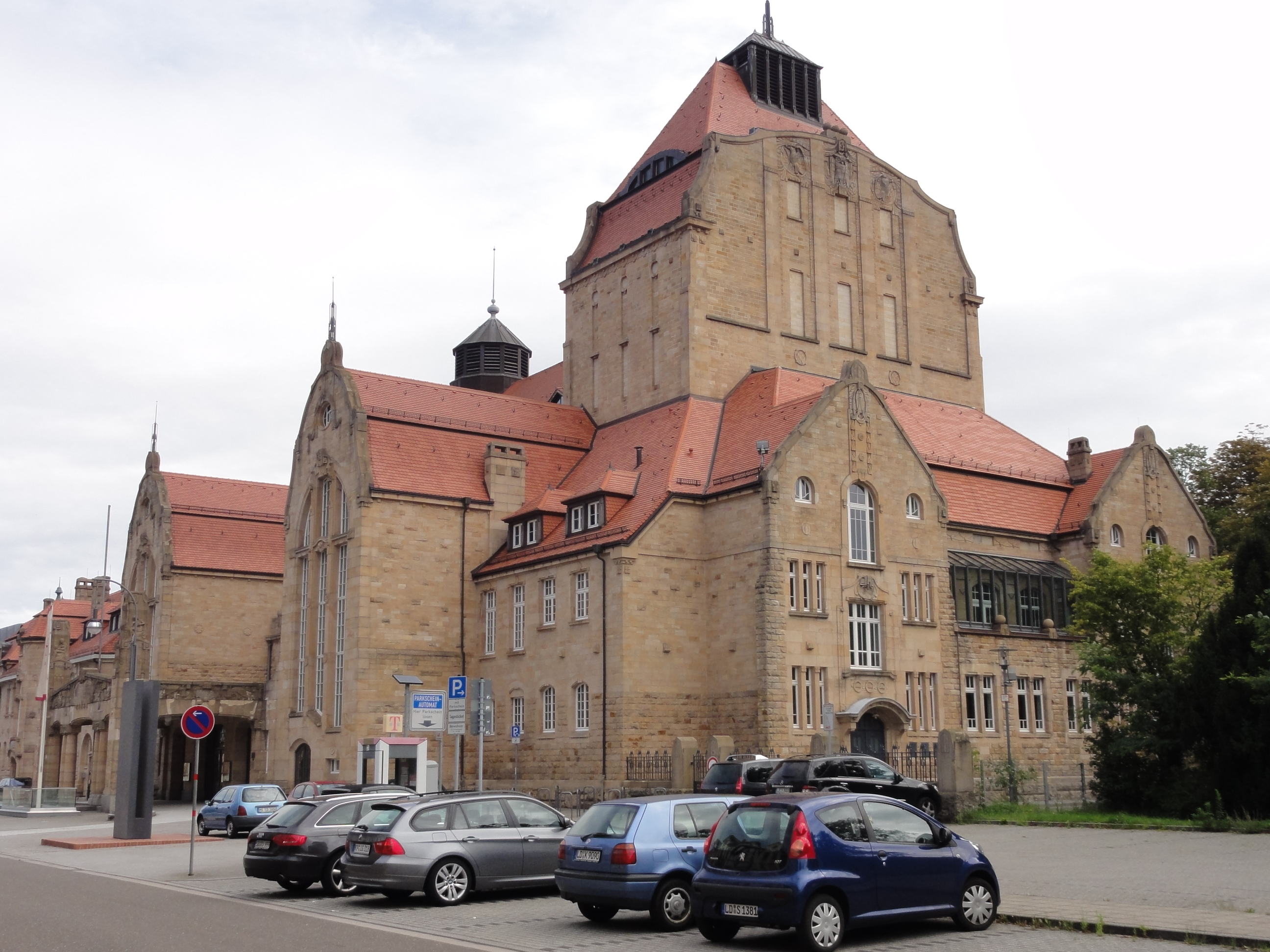
Jugendstil-Festhalle

### Museen
Die Landauer Museumslandschaft hält für ihren Besucher sehr unterschiedliche Angebote bereit:
Das Historische Stadtmuseum mit Archiv befindet sich seit 2009 in der renovierten Alten Bahnpost am Hauptbahnhof.
Das auch kunsthistorisch bedeutsame Frank-Loebsche Haus wurde 1987 nach umfangreichen Renovierungen als Dokumentations- und Erinnerungsstätte neu eröffnet. Es ist eng mit der Geschichte des Landauer Judentums verbunden, die in einer umfangreichen Dauerausstellung anschaulich nachvollzogen werden kann. Dabei stehen vor allem auch die Verfolgung pfälzischer Juden, Sinti und Roma während des Dritten Reiches im Vordergrund.
Als Museum und Galerie wird seit 1990 das im Jugendstil gebaute Wohnhaus des bekannten pfälzischen Landschaftsmalers Heinrich Strieffler (1872–1949) genutzt.
Die 1882 im Stil der Neorenaissance erbaute Villa Streccius dient heute als städtische Galerie und wird für drei bis vier Ausstellungen im Jahr genutzt. Treibende Kraft ist der 1980 gegründete Kunstverein „Villa Streccius“, der in Zusammenarbeit mit städtischen Stellen eine Vielzahl künstlerischer Aktivitäten organisiert, wozu z. B. eigenverantwortete Ausstellungen, Vorträge und Veranstaltungen zu Kunst und Kultur, darüber hinaus eine Malwerkstatt für Kinder und Jugendliche, Atelierbesuche und vieles mehr gehören.
Im Landauer Kutschen-Kabinett steht der Nachbau eines Landauers, eines Kutschentyps mit aufklappbarem Verdeck, im Mittelpunkt. In einer umfangreichen Sammlung werden weitere Exponate z. B. Kutschen, Schlitten, Pferdegeschirr, aber auch Holzschnitte und Kupferstiche zum Thema 5000 Jahre Rad und Wagen präsentiert.

### Soziokulturelles Zentrum
1987 wurde in Landau das Haus am Westbahnhof eröffnet als unabhängiges Zentrum zum kulturellen Austausch. Träger des soziokulturellen Zentrums ist der Verein Leben und Kultur e. V., der sich Anfang der 1980er Jahre aus der Ökologie- und Friedensbewegung heraus gründete. Heute ist das Haus am Westbahnhof organisiert im rheinland-pfälzischen Dachverband der soziokulturellen Zentren, der LAG Soziokultur & Kulturpädagogik.

### Kulturdenkmäler
Denkmalzonen

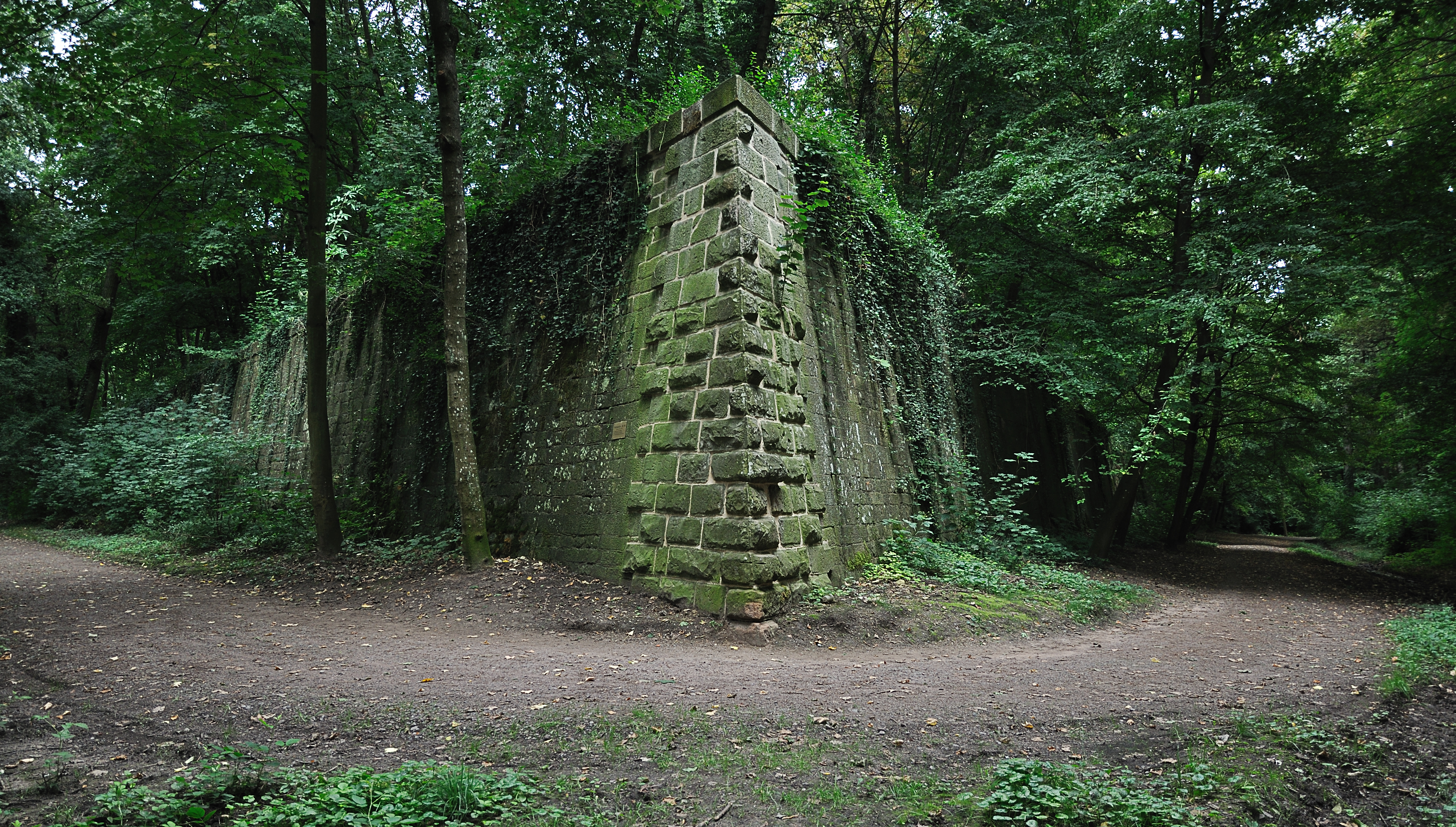
Bastion der Fortanlage

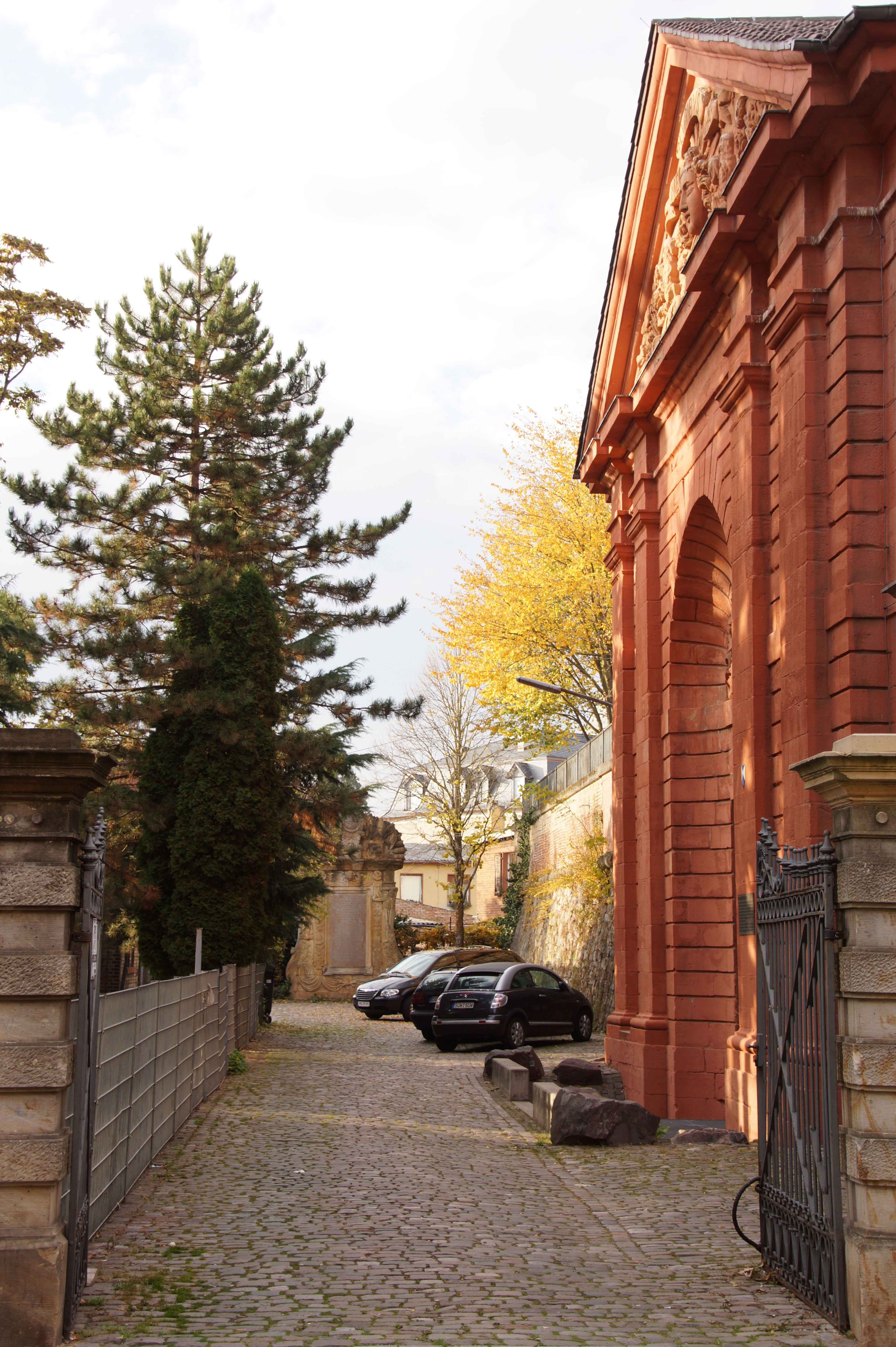
Französisches Tor und Grabstein von General Joseph de Montclar

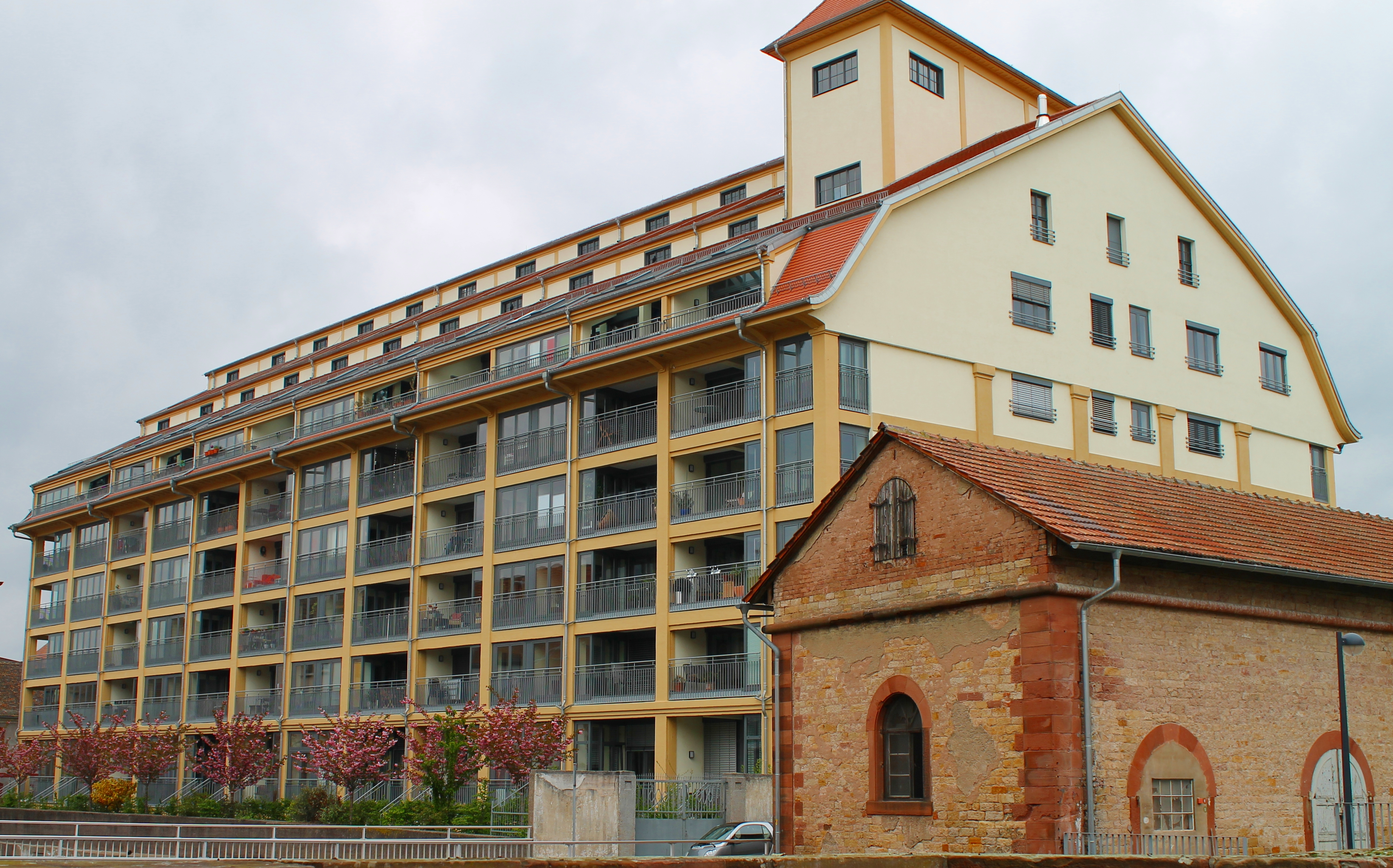
Hafermagazin

Landau in der Pfalz besitzt eine trotz Kriegszerstörungen recht gut erhaltene beziehungsweise wiederaufgebaute Altstadt mit vielen barocken und klassizistischen Gebäuden. Besonders gut erhalten sind die Meerweibchen- und die Martin-Luther-Straße im Süden sowie der Bereich zwischen Rathausplatz und Stadthausgasse im Norden.
Entlang der Landauer Ringstraßen stehen noch etliche Bauten des Historismus und des Jugendstils. Der Innenstadtring weist eine für die Größe der Stadt ungewöhnlich aufwändige und prächtige Bauweise auf und ist so annähernd vollständig erhalten wie man es sonst nur bei den noch größeren Ringstraßen in Wien und Wiesbaden findet.
Das Fort bildet ein Außenwerk der Festung Landau. Dieses Fort war eine frühere Festungsanlage, auf der sich heute ein Campus der Rheinland-Pfälzischen Technischen Universität Kaiserslautern-Landau und die Gebäude der Landauer Realschule befinden. Die besterhaltenen Mauern des Forts sind die Nord- und Westmauern und sind nördlich des Alten Meßplatzes frei zugänglich. Zudem ist innerhalb des ursprünglichen Grundrisses des Forts der Landauer Zoo untergebracht, wobei die östlichen Mauern innerhalb des Zoogeländes nicht frei zugänglich sind. Neben den noch sichtbaren Befestigungsanlagen erinnern weitere über das Stadtgebiet verteilte Gebäude an die französische und bayerische Garnisonszeit wie die ehemaligen Magazinbauten von 1862 auf dem ehemaligen Reduit 13, die inzwischen zum Quartier Chopin wurden.
Weitere Denkmalzonen im Stadtgebiet sind unter anderem der Albersweilerer Kanal, der Queichkanal, der Ostpark und der jüdische Friedhof.
Einzeldenkmäler

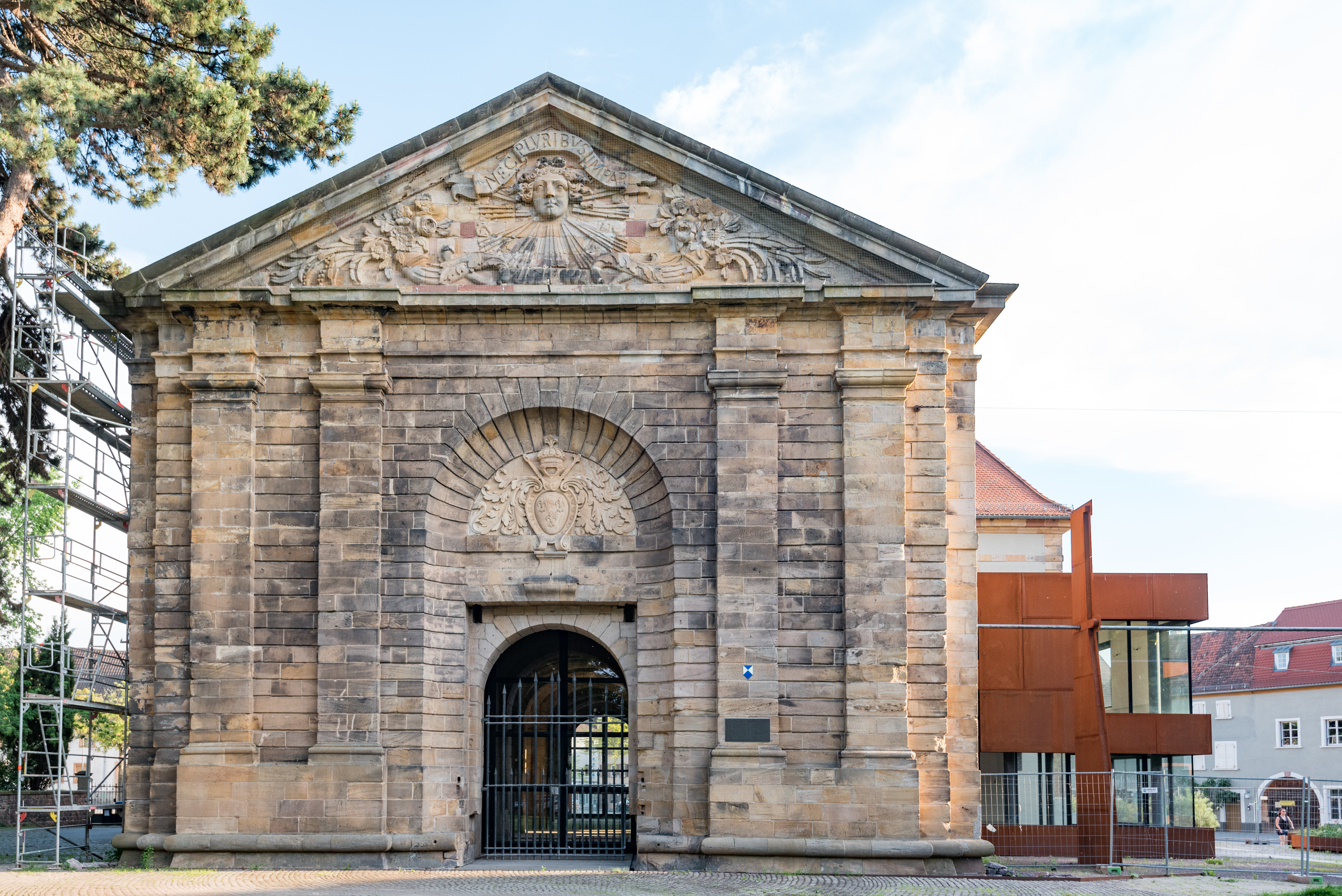
Deutsches Tor (2017)

Markantes Wahrzeichen der Stadt im Zentrum der Altstadt ist die 1333 geweihte evangelische Stiftskirche, das älteste Gotteshaus der Stadt und eines der wenigen Relikte des mittelalterlichen Landaus, die den verheerenden Stadtbrand von 1689 überstanden haben. Auf dem Stiftsplatz vor der Kirche steht ein Denkmal von Martin Luther des Bildhauers Martin Mayer. Das Ende der Altstadt bilden das Deutsche Tor im Norden und das Französische Tor im Süden als imposante Reste der einstigen Festung.
Der Bismarckturm steht im Luitpoldpark am Rande des Forts. Neben dem Reduit 13 liegt das denkmalgeschützte Hafermagazin an der Queich zwischen Weißquartier- und Reduitstraße, das 1914 bis 1916 im Auftrag der Bayerischen Militärverwaltung als Futterspeicher erbaut wurde. In der Marktstraße befindet sich die von 1756 bis 1759 errichtete Rote Kaserne.
Die römisch-katholische Stadtpfarrkirche St. Maria befindet sich südlich der Innenstadt am Übergang vom Süd- zum Marienring. Wegen ihrer beeindruckenden Größe im neoromanischen Kathedralstil wird sie auch als Dom zu Landau bezeichnet. Einer der bedeutendsten Jugendstilbauten im süddeutschen Raum ist die Festhalle, auch Jugendstil-Festhalle genannt. Sie wurde von 1905 bis 1907 errichtet und wird nach einer umfassenden Sanierung als multifunktionale Veranstaltungsstätte genutzt. Architekt war Hermann Goerke, der später auch den oben beschriebenen Bismarck-Turm plante.
Weitere denkmalgeschützte Bauwerke sind der Galeerenturm, das alte Kaufhaus, das Böckingsche Palais, das Frank-Loebsche Haus, die Jugendstil-Festhalle, die Villa Streccius, das Justizgebäude, die Landauer Volksbank, die Pestalozzischule, das Strieffler-Haus, die Stadtbibliothek, die Villa Ufer, das Schlössl, die Augustinerkirche mit Kreuzgang und Kreuzgarten, die Katharinenkapelle und innerhalb der Waldexklave das Forsthaus Taubensuhl.

### Medien
Im Stadtzentrum befindet sich ein für die Öffentlichkeit nicht zugänglicher Fernmeldeturm, bei dem es sich baulich um einen Typenturm des Typs FMT 9 handelt.

### Natur und Parks
Im Stadtgebiet befinden sich insgesamt 30 Naturdenkmale. Zudem befinden sich im Stadtgebiet zahlreiche Grünanlagen wie der Goethepark, der Kreuzgarten, der Luitpoldpark, der Nordpark, der Ostpark mit Schwanenweiher, der Savoyenpark, der Schillerpark und der Südwestpark. Gründungsdatum des Zoos ist der 24. Juli 1904. Das Zoogelände erstreckt sich entlang den französischen historischen Fortanlagen.

### Landesgartenschau
Vom 17. April – 18. Oktober 2015 fand auf dem ehemaligen Kasernengelände im Süden der Stadt die Landesgartenschau statt. Aufgrund zahlreicher Bombenfunde wurde die ursprünglich für 2014 geplante Gartenschau um ein Jahr verschoben.

### Regelmäßige Veranstaltungen
- Benefizkonzert Hans-Rosenthal-Stiftung
- Fest des Federweißen
- Goetheparkplaudereien
- ImWoBau – Immobilien, Wohnen, Bauen (Messe)
- La.Meko Filmfestival (April/Mai)
- Internationaler Pfälzer Saumagen-Wettbewerb
- Landauer Gespräche
- Landauer Sommer
- Landauer Weihnachtszirkus
- Landauer Wirtschaftswoche
- Mai- und Herbstmarkt
- Thomas-Nast-Nikolausmarkt
- Wochenmarkt (Dienstag und Samstag)

### Vereine
Mit über 5000 Mitgliedern der größte Sportverein der Stadt, ist der ASV Landau. Ebenfalls in der Stadt ansässig ist der Horst Sport-Verein (HSV Landau), bei dem der ehemalige Bundesligaspieler Benjamin Auer in der Jugendabteilung begann.
In der Landauer Südstadt hat sich der Inlinehockey-Club IHC Landau 1999 e. V. in der ehemaligen französischen Sporthalle angesiedelt, der es durch seine Meisterschaft 2006 in der Regionalliga Süd-West in die 2. Bundesliga der ISHD schaffte.
Der 1908 gegründete Schachklub Landau stieg 2015 in die 2. Bundesliga-Süd auf, konnte sich allerdings nicht halten. Mit zwölf gemeldeten Mannschaften und über 100 Mitgliedern gehört der Verein zu den größten Schachvereinen in Rheinland-Pfalz. Mehrere Einzeltitel konnten gewonnen werden: Rolf Bernhardt (1959 deutscher Jugendmeister, 1967 und 1968 deutscher Pokalsieger), Henning Silber (2001 deutscher Jugendmeister im Schnellschach), Torsten Lang (2012 deutscher Meister im Schnellschach). Karoline Gröschel errang 2023 die deutsche Meisterschaft in der Jugendklasse U18w. Die Frauenhandball-Abteilung des TV Nußdorf spielte ein Jahr lang in der zweiten Bundesliga.
Am 8. September 2018 wurde mit der Freimaurerloge „Pfalz zur Philanthropie e. V.“ nach mehr als 200 Jahren in Landau wieder eine Loge ansässig.
2020 wurde der „Südwestgirls e. V.“ gegründet, ein Fußballverein nur für Mädchen. Er ist mit über 200 Mitgliedern (Stand 21. Februar 2023) der größte Mädchen-Fußballverein der Region. Die F- bis B-Juniorinnen nehmen in der Saison 2022/23 mit sieben Mannschaften am Spielbetrieb des SWFV teil. Eine Frauenmannschaft wurde 2022 gebildet.

## Wirtschaft und Infrastruktur

### Verkehr
Der Fernverkehr der Deutschen Bahn ist mit Umstieg an den Hauptbahnhöfen Mannheim oder Karlsruhe erreichbar.
Der nächstgelegene internationale Flughafen ist Frankfurt, der mit öffentlichen Verkehrsmitteln via Mannheim erreicht werden kann.
Etwa drei Kilometer südöstlich des Zentrums befindet sich das Segelfluggelände Landau-Ebenberg.

#### Straße
Die wichtigsten Fernstraßen sind die Bundesautobahn 65 mit den drei Anschlussstellen Landau-Nord, -Zentrum und -Süd, die Bundesstraße 10 und die Bundesstraße 38. Die Landesstraße 509 führt über Ilbesheim bis nach Eschbach und die Landesstraße 510 nach Heuchelheim-Klingen. Die Landesstraße 512 stellt eine Verbindung nach Neustadt an der Weinstraße her und die Landesstraße 516 eine solche nach Bad Dürkheim.

#### Nahverkehr

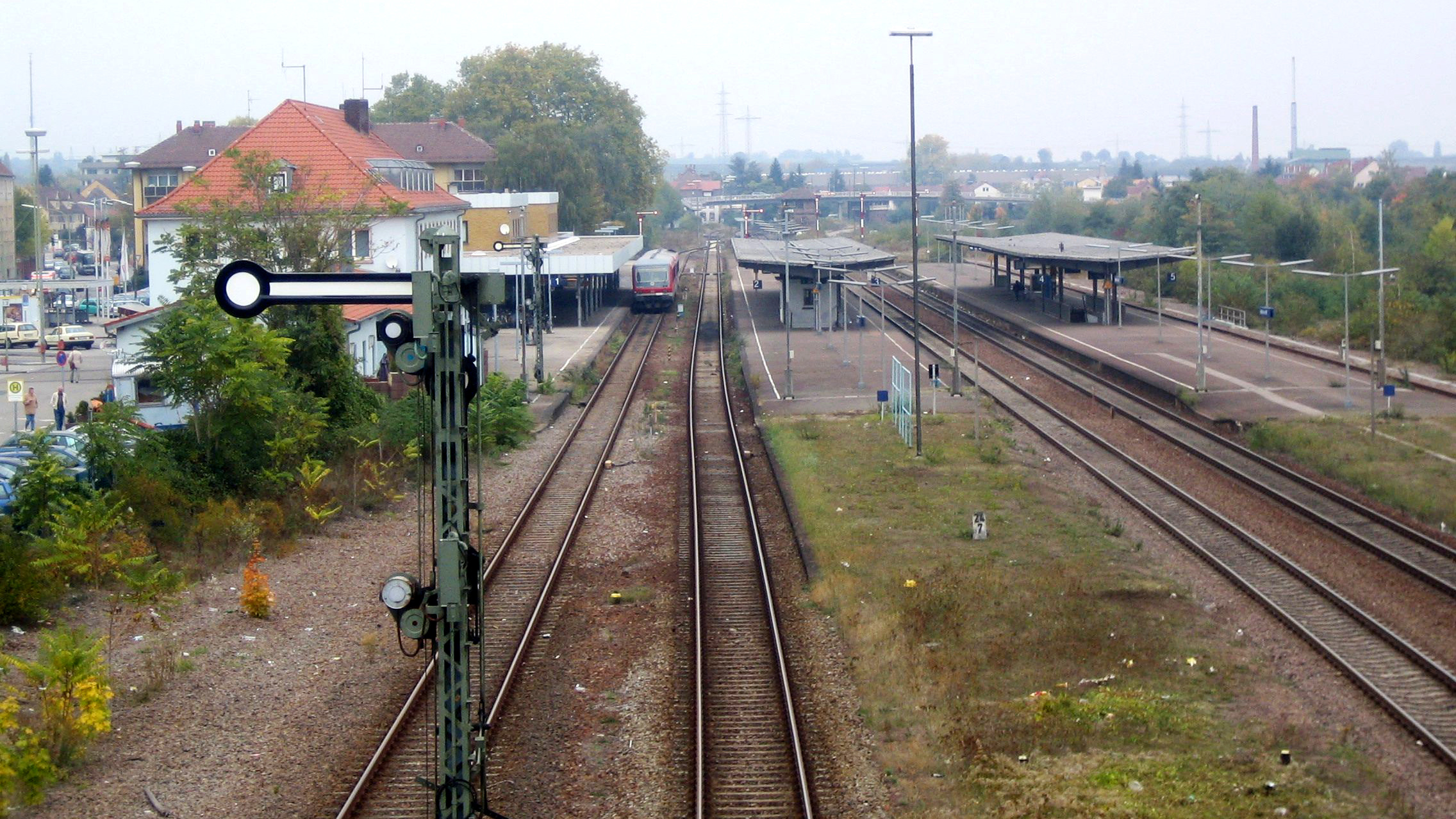
Hauptbahnhof, Mittelpunkt des ÖPNV in Landau

1855 erhielt Landau durch den Bau der Maximiliansbahn genannten Bahnstrecke Neustadt–Wissembourg Anschluss an das Eisenbahnnetz. Mit Eröffnung der Bahnstrecke Germersheim–Landau im Jahr 1872 sowie der Südpfalzbahn über Annweiler nach Zweibrücken im Jahr 1875 wurde die Stadt zum Eisenbahnknotenpunkt. 1898 folgte die Nebenbahn nach Herxheim. Die Strecken nach Herxheim und Germersheim wurden in den 1980er Jahren stillgelegt. Von 1913 bis 1953 führte außerdem mit der Pfälzer Oberlandbahn eine Überlandstraßenbahn von Neustadt nach Landau.
Dreh- und Angelpunkt des Nahverkehrs ist heute der Hauptbahnhof, von hier aus bestehen im Regionalverkehr regelmäßige Verbindungen nach Neustadt an der Weinstraße, Karlsruhe und Pirmasens. Während die Maximiliansbahn keine weiteren Halte im Stadtgebiet hat, verfügt die Queichtalbahn durch die Südpfalz mit den Haltepunkten Landau West, Landau Süd und einem Bahnhof im Stadtteil Godramstein über drei weitere Stationen; Dammheim besaß ab Anfang des 20. Jahrhunderts an der Strecke nach Germersheim einen Haltepunkt und Mörlheim einen an der Stichstrecke nach Herxheim. Von 1921 bis 1993 war Landau zudem Standort eines Bahnbetriebswerks.
Mit den Linien 535, 536, 537, 538 und 539 existieren vier innerstädtische Buslinien. Die übrigen Linien, welche ins Umland führen, werden hauptsächlich von der Queichtal Nahverkehrsgesellschaft (QNV) betrieben.
Ein Anrufsammeltaxi ergänzt das Angebot im Früh- und Spätverkehr. Landau ist Mitglied im Karlsruher Verkehrsverbund sowie im Verkehrsverbund Rhein-Neckar.
Im August 2020 wurde ein kostenloser Altstadt-Shuttle eingeführt, der unter anderem einen Ersatz für den Wegfall der Parkplätze in der Königsstraße schaffen sollte.
Im Dezember 2022 wurden mit den Landau-Takt neue Verbindungen der Stadtdörfer und den verschiedenen Stadtteilen eingeführt. Die jeweiligen Linien fahren seitdem im 30-Minuten-Takt und somit häufiger als zuvor. Auf jeder dieser neuen Linien gibt es mindestens zweimal die Möglichkeit, auf eine andere neue Linie umzusteigen.

### Tourismus
Die touristische Deutsche Weinstraße am Fuße des Pfälzerwaldes liegt in unmittelbarer Nähe der Kernstadt und verläuft für kurze Zeit über die Gemarkung des Stadtteils Arzheim. Mitten durch das Stadtgebiet führt der Queichtalradweg. Durch die Waldexklave, in der sich unter anderem das vom Pfälzerwald-Verein betriebene Wander- und Jugendheim Taubensuhl befindet, führen außerdem zahlreiche Wanderwege des Pfälzerwaldes, darunter der mit einem blauen Balken gekennzeichnete Fernwanderweg Staudernheim–Soultz-sous-Forêts. Mitten durch die Kernstadt führt der mit einem gelben Balken markierte Wanderweg, der von Contwig bis nach Germersheim verläuft.

### Öffentliche Einrichtungen
- Staatsanwaltschaft
- Landgericht
- Amtsgericht

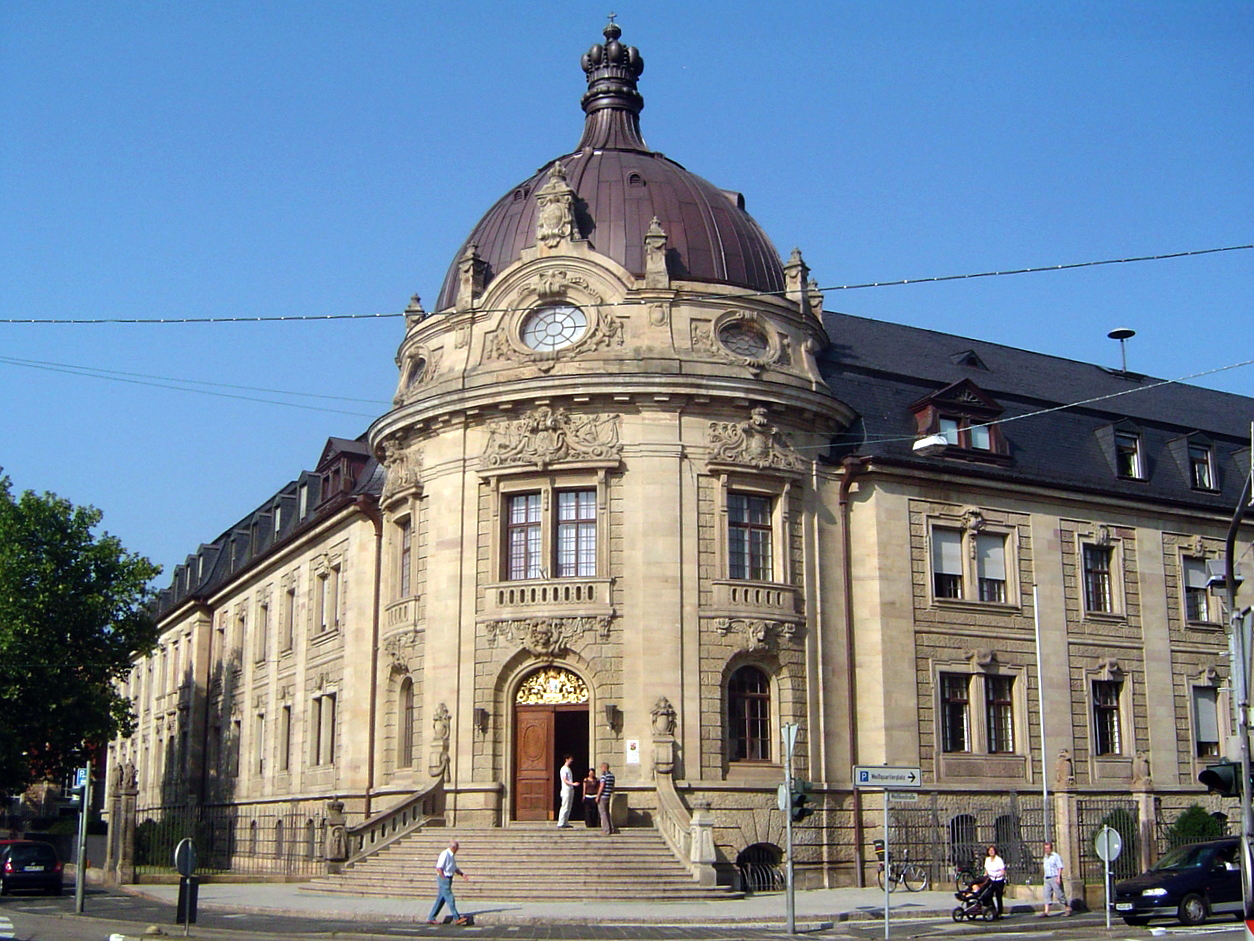
Gerichtsgebäude mit Rotunde, erbaut 1900–1903, Architekt Heinrich Ullmann (1872–1953)

- Sitz der Kreisverwaltung Südliche Weinstraße
- Sitz der Verbandsgemeinde Landau-Land
- Institut für Hygiene und Infektionsschutz des Landesuntersuchungsamtes Rheinland-Pfalz
- Vermessungs- und Katasteramt Landau
- Finanzamt Landau

#### Bildungseinrichtungen
Seit Beginn des Jahres 2023 gehört der Campus Landau zur neu gegründeten Rheinland-Pfälzischen Technischen Universität Kaiserslautern-Landau, wobei der Schwerpunkt der Landauer Studiengänge fortwährend in den Bereichen Lehrerbildung, Erziehungswissenschaft, Psychologie sowie Sozial- und Umweltwissenschaft liegt. Hervorgegangen ist die Universität aus der Erziehungswissenschaftlichen Hochschule Rheinland-Pfalz (EWH), welche wiederum im Jahre 1990 in der damals gegründeten Universität Koblenz-Landau aufging. Im Wintersemester 2015/16 waren am Campus Landau rund 7700 Studierende immatrikuliert.
Das seit 1991 bestehende Zentrum für Fernstudien und Universitäre Weiterbildung (ZFUW) der Universität Koblenz-Landau bietet in Kooperation mit dessen Fachbereichen wissenschaftliche Weiterbildungen in folgenden Bereichen an: Energie, Gesundheit, Management/BWL und Umwelt. Das Programm des ZFUW umfasst Fernstudiengänge mit Diplom- und Masterabschlüssen, einsemestrige Fernstudienkurse mit spezifisch berufsbezogenen Inhalten, Universitäts-Zertifikatslehrgänge sowie Tages- und Wochenendseminare. Seit Herbst 2010 ist das ZFUW auch am Campus Landau angesiedelt, und 2011 wurde das ZFUW in eine zentrale Betriebseinheit der gesamten Universität Koblenz-Landau umgewandelt. Seit September 2014 hat die neugegründete Friedensakademie Rheinland-Pfalz – Akademie für Krisenprävention & Zivile Konfliktbearbeitung ihren Sitz im Frank Loebschen Haus in Landau. Sie ist eine besondere wissenschaftliche Einrichtung der Universität Koblenz-Landau.

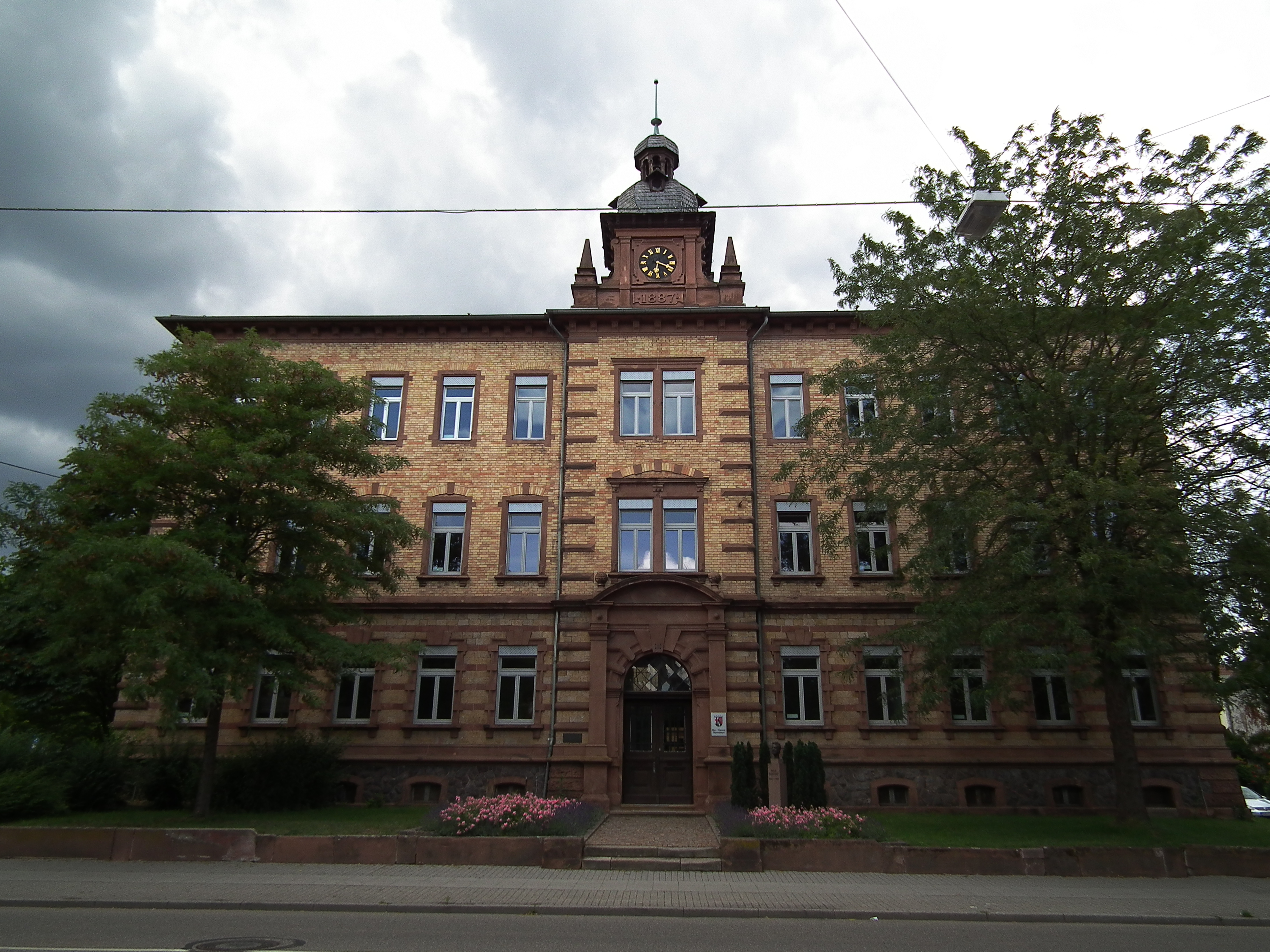
Max-Slevogt-Gymnasium

Landau verfügt aufgrund des großen Einzugsgebietes über drei staatliche Gymnasien (Max-Slevogt-, Eduard-Spranger- und Otto-Hahn-Gymnasium) und eine private katholische Mädchenschule mit Gymnasial- und Realschulzweig (Maria-Ward-Schule). Hinzu kommt eine Integrierte Gesamtschule im Schulzentrum Ost, eine Hauptschule (West – Schule im Fort), die Herman-Gmeiner-Hauptschule, die im Jahr 2000 geschlossen wurde, eine Realschule plus (Konrad-Adenauer-Realschule) mit Fachoberschule, eine staatliche berufsbildende Schule, ein naturwissenschaftliches Technikum (Künkele-Institut) und elf Grundschulen sowie eine private Montessori-Schule in Form einer Grund- und integrierten Gesamtschule. Abgerundet wird das Schulangebot durch fünf Sonderschulen in verschiedenen Ausrichtungen.
Beim Contor Regio Ranking zu den Bildungshochburgen unter den mittelgroßen Städten in Deutschland hat Landau im Jahr 2020 den ersten Platz belegt.

#### Freizeit- und Sportanlagen
Bekannteste Freizeiteinrichtung ist der seit 1904 existierende Zoo Landau in der Pfalz, der sich in der Nähe der Fortanlagen befindet. Eine vergleichbare Einrichtung ist das im Südosten der Stadt gelegene Reptilium, ein Terrarien- und Wüstenzoo. Seit der Landesgartenschau 2015 in Landau gibt es im Süden der Stadt auf dem ehemaligen Kasernengelände auch weitere Freizeiteinrichtungen und einen Park.
Am westlichen Stadtrand sind das Südpfalz-Stadion sowie das Freibad angesiedelt, das nach seiner Renovierung seit Sommer 2008 wieder eröffnet hat. Auf der anderen Seite der Stadt befindet sich das Freizeitbad La Ola, und das Kino Filmwelt. In der Innenstadt befindet sich das kleinere Kino „Universum“.
Das Haus der Jugend Landau wurde am 3. September 1983 in der „Roten Kaserne“, einem ehemaligen Kasernengebäude der französischen Streitkräfte in Deutschland (Forces françaises en Allemagne) im Zuge der Konversionen eröffnet. Zu ihm gehört als Außenstelle auch noch der Städtische Jugendtreff Horstring.

## Persönlichkeiten
Zu Ehrenbürgern der Stadt wurden bislang unter anderem der bayerische Generalmajor Wilhelm von Jeetze, die Frauenrechtlerin Elisabeth Mahla sowie die früheren Oberbürgermeister Alois Kraemer, Walter Morio, Christof Wolff und Hans-Dieter Schlimmer ernannt.
Erzbischof Friedrich Wetter verzichtete auf seine Ehrenbürgerschaft am 9. Februar 2022. Er wolle nicht, „dass durch die Auseinandersetzungen um meine Person der Friede der Stadt gestört wird“. Anlass waren die in dem Münchner Missbrauchsgutachten (WSW-Studie) gegen die Kirchenführung der Erzdiözese München und Freising erhobenen Vorwürfe über Versäumnisse beim Umgang mit Tätern von sexuellem Missbrauch.
Zu den Söhnen und Töchtern der Stadt gehören unter anderem der Kaufmann Hans Boner, der Jurist und Politiker Friedrich Mahla, die Grünen-Politikerin Uschi Eid, der Unternehmer Albrecht Hornbach, der Autor Rolf Übel, die Astrophysiker Joachim Wambsganß und Manfred Cuntz, der Filmregisseur Martin Blankemeyer und der ehemalige Bundesminister für Digitales und Verkehr im früheren Kabinett Scholz, Volker Wissing.
Der FDP-Politiker Rainer Brüderle und der Musiker Rolf Stahlhofen wuchsen hier auf. Die Stadt war Wohnort des Malers August Croissant. Der Politologe Ulrich Sarcinelli war Professor an der Universität Koblenz-Landau.
Éric de Moulins-Beaufort, römisch-katholischer Erzbischof von Reims und von 2019 bis 2025 Vorsitzender der Französischen Bischofskonferenz, wurde 1962 in Landau geboren; sein Vater war Offizier der französischen Armee in Landau.